# Погорілівка (Чернівецький район)
Погорілівка — село в Україні, у Юрковецькій сільській громаді Чернівецького району Чернівецької області.

## Загальногеографічна характеристика
Село розташоване на Хотинській височині, у Прут-Дністровському межиріччі, має форму прямокутника, витягнутого із північного сходу на південний захід ≈3,7 км і займає площу 500,6 км². Межує з населеними пунктами Вікно, Чорний Потік, Баламутівка, Ржавинці, Добринівці, Горошівці, Боянчук, Юрківці, Товтри, Дорошівці. До залізничної станції Вікно — 3 км, Заставна ≈16 км, Чернівці — 30 км.
З висоти село нагадує серединку незабудки в оточенні 13 блакитних озер-пелюсток.
Село Погорілівка розташоване в помірному кліматичному поясі, як і вся Буковина, клімат помірно-континентальний. Середня температура січня — 9—11 °C. Літо помірно тепле, пересічна температура становить +19 — +21 °C. Опади протягом року випадають більш-менш рівномірні — 450—700 мм. Спостерігаються такі небезпечні явища, як град, сильні вітри, паводки, ожеледиця. Переважають західні та північно-західні повітряні маси.
На території села трапляються такі типи ґрунтів: чорноземи опідзолені, опідзолені глеюваті, темно-сірі, сірі, опідзолені змиті, лучно-болотисті.
Майже по всій території села виділяються білі плями вапняків, є поклади будівельного піску та глини.
Навколо Погорілівки розташовані 13 ставків, 8 з'єднані між собою від урочища Язвора до Долини Чорнопотіцким струмком. Живлення снігове, дощове, підземне. За смаковими якостями вода різна: гірка, гірко-солона, м'яка, тверда.
Рослинність села надзвичайно різноманітна. В урочищі Мартинівка трапляється сон великий, адоніс (горицвіт), фіалки, первоцвіт; у Довгому Яру — сині проліски; в Язворі — глід, терен, шипшина.
На території села понад 20 урочищ: Мартинівка, Калинівка, Борщівка, Фуштейка, Тминище, Шпорта, Жолоб, Сапигора, Чагор, Глиннище, Чубаниковий Яр, Довгий Яр, Файбушева яма, Кругляк, Скали, Хреста, Зозулинська долина, Мізунська долина, Додаток, Дутчаків яма, Думка.
Село налічує 594 двори, де проживає 1780 чоловік. За національним складом переважають українці, є румуни, молдовани, росіяни, поляки.

## Місцева топоніміка
Топоніми цього населеного пункту мають переважно географічне, антропонімічне та історичне походження. Наявні як дуже давні, так і майже сучасні назви.
Місцевість Мартинівка, за однією версією, названа на честь однієї із жительок — Марти, яка, за переказом, врятувала людей, що переховувалися в печері від турків, від продажу в рабство. «Коли Марта пішла по воду, вороги впіймали її і вимагали, щоб зізналася, де сховалися її односельців, проте відважна дівчина не видала людей, за що була закатована на смерть». За іншою версією, цю назву урочище отримало від імені козака-втікача Мартина, який, побачивши гарне місце з джерельною водою, оточене з двох боків скелями, вирішив тут оселитися. Назва Мартинешти засвідчена у архівних матеріалах XVI ст.. За версією археологів, на цьому місці колись жив заможний чоловік Мартинюк, який мав велике господарство. У архівних матеріалах є свідчення, що в урочищі наприкінці XVIII ст. на полі Мартинюка було знайдено скарб монет. Всі вищенаведені версії мають право на існування, проте часу появи назви встановити неможливо.
Фуштейка, імовірно, названа як хутір, де мешкав чоловік на ім'я Фуштей.
Урочище Калинівка назване на честь пана Калинюка, який був добрий до людей. Інша версія пояснює назву відомою українською легендою про калину.
Походження топоніма урочища Чагор також має дві версії. Перша підкріплена архівними документами, згідно з якими до XIX ст. ця місцевість була вкрита дубовим лісом та чагарниками. Збереглися документи, у яких вказано, що на спорудження церкви, яка діє в селі і нині, брали матеріал саме із цього урочища. Можливо, місцевість називається через непрохідні чагарники. За іншою версією, назва утворилася від прізвища першого поселенця — Чагор.
Про назву гори Сапигора йдеться в легендах: гора утворилася від сап, що поскидали люди з радощів, коли дізналися про відміну кріпацтва. Припускають, топонім походить від того, коли жінки-сапальниці йшли обідати, вони скидали сапи в купу. Дехто з жителів переконаний, що назва утворилася від слова «сопіти» через те, що гора стрімка і на неї важко підніматися.
У селі існує багато назв, утворених від прізвищ людей, які проживали у Погорілівці і мали поле на певній території села. Так, можна пояснити назви Гершкова млака (поле, яке не родило через мочеристий ґрунт, називали млакою, а Гершковою її звали тому, що належала вона жидові Гершку), Чубаників яр (велика низовина на полі Чубаника), Мізунська низовина, Файбишева яма, Дутчакова яма, Хірин квадрат (мала невеличке поле у вигляді квадрата, а посередині нього було дві глибокі ями), Танаскова гора (на ній була криниця, яка так і називалася — Танаскова), Дертифіїшина яма (поле жительки села), Яніцкові скали (мав поле на скалі), урочище Думка (від прізвища чоловіка, який був дуже заможним і мав кілька шнурів поля (шнур ≈0,75 ар).
Цікавими є назви Коноплищі (місце, до якого приходили жінки вимочувати коноплі), Кміннище (територія, заросла кмином), Могилки (місце, де були поховані солдати, учасники І світової війни), Бесаги (поле, яке нагадує подвійну гуцульську торбу через плече).
Кілька топонімів отримали назву в народі через природний фактор і особливість рельєфу. Урочище Жолоб було назване так за свою форму, яка нагадує місце, з якого годують худобу. Довгий яр — карстова печера, яка має значну довжину, відома як Піонерка; Кругляк — кругле місце серед поля, заповнене водою тільки влітку.
Річка Млинівка отримала назву від того, що на ній стояло чотири млини заможних газдів Погорілівки. Чорним потоком називають річку, яка сполучає всі ставки села і впадає у Дністер. Як згадують старожили, названа вона так тому, що «протікає поміж скалами і здавна була заросла чагарниками». Чорний потік вказаний на картах XVI—XVII ст., які зберігаються в Чернівецькому архіві. Один із тринадцяти ставків села називається Подолянським через те, що знаходиться в долині між скалами. Ставок під назвою Сплав утворився, коли чоловік-поляк, що жив на хуторі поблизу, помітив, що там тече багато джерел, прочистив їх і спрямував так, щоб вони наповнювали ставок.
Назва урочища Язвора походить від рум. Izworul — джерело. Жодного разу за кілька століть джерело не висихало, воно живить усі ставки села. За іншою версією, під час нападу турків у цьому урочищі попри батьківську заборону (був Великий піст) одружилися молодята — Язвора та її коханий. За третьою — на цьому місці дівчина Язвора впала у провалля, коли танцювала, бо під її ногами розверзлася земля, саме тут дівчина попала у полон.
Назва джерела Кабан утворилася приблизно 100 років тому, коли жив чоловік на ім'я Замурняк. Він годував свиней, одна з яких втопилася у тому. За цим джерелом жителі села визначають погоду: вода з нього 7 років тече (на дощове літо), а 7 ні, проте ця умова порушується час від часу. Джерело Бульбона називається так через те, що сильно «бульбонить». За легендою, колись чоловік орав волами, ті, від сильної спраги, побігли напитися води та й втопилися.
Вулиця, або кут села, Борщівка має дві версії походження назви. За однією вулиця називається так, бо першим її жителем був чоловік на прізвище Борщ, який служив у пана. Інша версія говорить про те, що на вулиці жили лише ті люди, які працювали у панському маєтку. Пан годував їх борщем, тому прозвали вулицю Борщівкою.
У народі існує звичай — коли влітку довго не випадає дощ, люди із процесією і священиком ідуть святити поле. Кожний господар старався покласти хреста на своєму полі, біля якого можна було б помолитися. Так, збереглася назва Два хрести — перший стояв на полі одного господаря, другий, через дорогу, — на полі іншого господаря. Танасків хрест — поле господаря, який був багатим і заможним.
Назва місцевості Шпорт, імовірно, утворилася від нім. der Sport (спорт), оскільки, кажуть старожили, там проходили стройову підготовку жовніри, хлопці, які служили австрійському цісареві. Неподалік цього урочища є Цванський міст — від нім. zwanzig — двадцять, це був двадцятий міст по порядку.
Урочище Скалки — малі скелі. Сьогодні це місце є сільським сміттєзвалищем і навіть фігурує у жартівливій дитячій коломийці, яку діти співають під час випасу худоби:

| Ти Микола, я Микола — оба ми Миколи. Тебе били на Скалках, мене коло школи. |
Назви Перші, Другі, Треті сосни утворилися від насаджень ялин, сосен і інших дерев по обидва боки колії, спорудженої ще при Австро-Угорщині. Камчатка ― так жителі села називають найвіддаленіше поле від села. Радгосп — також назва поля, відбиток радянських часів. Найновішою назвою є Гречка — поле, назване так тому, що у 1993 році дуже рясно вродила на ньому гречка.

## Печери у селі і околицях

### Природні печери
В околицях села Погорілівка існує 16 природних печер. В дослідженнях науковців вони отримали такі назви: Довгий Яр — 1, Малече (Довгий Яр — 2); Воронка, Козячі Ніжки; Ріжок, Грот Бика, Погорілівська — 1, Погорілівська — 2, Погорілівська — 3, Чорнопотоцька, Селенітовий Понор, Незабудка, Троїцька, Мартинівка, Жаба, Фуштейка.
Печера Мартинівка колись слугувала сховом для жителів села від пожеж і воєн. Довжина цієї печери — 80 м, амплітуда — 5 м, площа — 200 м², об'єм 380 м³, висота входу — близько 2,20 м. Печера розташована на лівому березі річки Чорний Потік, правої притоки річки Дністер, на південному сході села Погорілівка. Печера є наскрізною, два виходи розташовані поруч у стрімкому схилястому правому схилі долини цієї річки, за 30 м над днищем долини. Печера — карстового походження, закладена у крупнокристалічних тріщинуватих гіпсах, видимою потужністю близько 10 м. Галереї від двох виходів сходяться в одну, висота якої становить 1,7—2 м, ширина — 2—4 м. Місцями на рівні підлоги відгалужуються вузькі канали (0,5—0,7 м³ діаметрі), частково заповнені насосами. У кінці галереї знаходиться завал із великих плоских брил гіпсу, що відшарувалися від стелі. Напевно, це завал утворився вже в історичний час, оскільки подекуди він перекриває антропогенні відклади. Стіни галереї у деяких місцях штучно підрубані, позбавлені вторинних утворень, товщина вторинних відкладів, головним чином антропогенних, — культурний шар VII — XIX століть — становить 0,7—1,5 м. У товщі світло-жовтих четвертинних суглинників, які подекуди збереглись, часті включення уламків пливних кальцитових кірок білого кольору. На нижній поверхні окремих гіпсових брил збереглися лінійні карри. У стелі печери подекуди спостерігаються так звані «органні труби». За п'ять метрів нижче спостерігаються замулені отвори, що може свідчити про наявність у печері нижнього поверху, можливо, цілком замуленого. Печера суха. У печері живуть кажани та лиси. Серед остеологічних решток голоценового часу спостерігаються також рештки борсука, дикого лісового кота, дрібних хижаків, різних гризунів — хом'яка звичайного, щура сірого та рудого, сліпака звичайного, полівки водяної, полівки-економки, зайця-русака. Декілька разів спостерігалися спроби сірої чаплі спорудити гніздо на скельній полиці над входом до печери. Ця печера є пам'яткою природи як карстова печера, одна з не багатьох печер гіпсового карсту на Правобережжі Дністра, що повністю знаходяться у зоні аерації та має тривалу історію розвитку у четвертинну епоху. Крім того, вона є багатошаровою археологічною пам'яткою.
Другою великою печерою села Погорілівка є Піонерка. Її довжина становить 530 м, амплітуда — 15 м, площа — 1050 м², об'єм — 2300 м³, висота входу — близько 2,1 м. Печера «Піонерка» закладена у верхній товщі гіпсів і знаходиться у днищі реліктової прохідної долини Довгий Яр. Вхід відкривається достатньо потужним гротом у карстовому яру, утвореному внаслідок провалів стелі над колишньою центральною галереєю. Печера — триповерхова. Верхній поверх має два яруси. Ширина нижньої галереї 3-4 метри, висота — 1-6 метри, параметри інших галерей значно менші. Основна цінність порожнини — наявність різновікових фрагментів 7 стадій розвитку карстового процесу з одинадцяти, що теоретично виділяються. Довгий час карстові лійки карстового яру використовувались під несанкціонований скотомогильник, тому дно основної нижньої галереї встелене кістками великої рогатої худоби. Температурний режим різний на різних поверхах та залежить від пір року. У зимовий час у привхідній частині формується потужна льодяна колона, яка іноді тримається до травня. Нижній поверх печери спрацьовує як «холодний мішок» і тут температури зазвичай нижчі. Проте, саме тут відмічено зимівлю невеликої групи кажанів.
Третьою печерою за величиною є печера Фуштейка. Її довжина становить близько 201 м, амплітуда — 8 м, площа — 273,6 м², об'єм — 390,8 м³, висота входу — близько 2,20 м . Це активна печера з постійним водостоком, закладена в гіпсах. Ширина в окремих місцях досягає 5-6 м, а висота — 2-3 м і більше. Вгору і вниз за течією підземного потоку вона вливається у вузькі непрохідні щілини, затоплені водою. Гіпс сильно вивітрений, тому стеля печери досить не стабільна. Печера Фуштейка названа, за твердженням А. Фішера, за ім'ям одного грабіжника, що нібито там жив (прізвище Фуштей можна і сьогодні зустріти у навколишніх селах).
Чорнопотоцька печера замикає четвірку найбільших печер Погорілівки. Довжина її 1031 м, амплітуда — 8 м, площа — 2694,5 м², об'єм — 2690,8 м², висота входу — близько 2,10 м. Печера посідає четверте місце за довжиною серед печер Чернівецької області. Вона знаходиться у долині р. Чорний Потік, між селами Юрківці і Погорілівка в урочищі Язвора. Карстова водоносна система закладена у гіпсовій товщі по субмеридіальному розлому вздовж борту прадолини р. Чорний Потік. Має декілька входів, два з яких доступні для проникнення. Перший вхід — печера Чорнопотоцька, яка низьким (0,5 м) напівзатопленим лазом сполучається з основною галереєю. Приблизно через 500 м ця галерея 2—5 м заввишки та 0,3—1,5 м висотою, розтинається ще одним входом у вигляді провального колодязя глибиною 5—6 м — це печера Провальна. Ще через 100 м нижче за течією галерея стає непрохідною через пониження стелі. По дну печери постійно протікає струмок, який починається за кілька метрів вище від з'єднання основної галереї з р. Чорнопотоцькою. Приблизно через 1 км після того, як струмок зникає у непрохідній щілині, він з'являється на поверхні потужним карстовим джерелом, а далі, через 21 м, знову зникає під землею. Під час паводків система повністю затоплюється (за винятком декількох невисоких коминів). У холодні зими водотік у р. Чорнопотіцькій замерзає і закупорює понор. На стінках верхнього поверху утворюється паморозь із снігових кристалів до 1,0—1,5 см, відбувається, очевидно, вимерзання вологи з теплого вологого повітря. Відклади представлені піщано-глинистим алювієм водотоку та окремими гіпсовими брилами. Входи до печери нестабільні і можуть обвалюватись і знову прочищатись водним потоком. Наскрізь від одного до другого входу, печера була пройдена лише один раз чернівецькими спелеологами у 1990 р., коли і було складено її топографічний план та виміряна загальна довжина.

### Штучні печери в урочищі Долина
У селі Погорілівка штучних печер налічується 7 і 2 утворені внаслідок вибирання піску. Всі вони розташовані на лівому березі річки Чорний Потік, правої притоки Дністра, в урочищі Долина. Ці печери використовуються у господарстві як погреби. Всі вони були видовбані приблизно в XIX ст. Першою дослідженою була печера на господарстві Дутчака Дмитра. У господарстві Дутчака довжина підвалу 27 м, ширина — 1,8 м, висота — 1,1 м, є рукав завдовжки 18 м.
Інші дві печери-підвали є в господарстві Пітика Івана. Перша має хрестоподібну форму з двома рукавами (правим та лівим). Довжина її становить 15 м, ширина 1,5 м, висота 1,75 м, площа 22,5 м², лівий рукав має 5 м, а правий — 4 м. У цій печері два яруси, у вигляді поличок, використовувані для зберігання різних речей. В печері-підвалі у літній час дуже холодно, а взимку — тепло. Друга печера відрізняється від першої тим, що вхід до неї розташований у хаті. Довжина печери становить 7 м, ширина 3,5 м, висота 1,7 м, має форму прямокутника площею 24,5 м².
Третім господарством, де є печера-підвал, є двір Ватаманюка Д. Її довжина становить 8 м, ширина 2,6 м, висота 2,3 м, площа 18,4 м².
Печера у господарстві Паліброди С. викопана за часів Австрійської імперії. Її довжина становить 18,2 м, ширина 1,6 м, площа 29,12 м², висота 1,7 м. Вона має хрестоподібну форму, правий та лівий рукави — правий завдовжки 10 м, лівий — 8 м. Влітку температура в печері становить від + 5 °C, а у зимовий період — + 10 °C.
Печера-підвал Ткача Василя також велика, має два рукави: лівий (2 м) і правий (4 м). Довжина підвалу становить 12 м, ширина 1,9 м, висота 1,8 м, площа 22,8 м².
Печера у господарстві Колибаби Марії має мурований у теперішній час вхід і сходи, а також правий рукав (16 м). Довжина її становить 8 м, висота 2,5, ширина 2,7 м, а площа 21,6 м².

## Історія села
За свідченням місцевих археологів, перші поселення поблизу села дуже давні і належать до часів трипільської культури. Перша писемна згадка про село датується 1452 р., однак виникло воно приблизно в XII ст., коли старі поселення — Мартинівка, Фуштейка, Калинівка — були спалені турками. На їхньому місці сьогодні знаходяться урочища з однойменними назвами. Погорілівку ж заснували люди, які були вихідцями з поселень, що горіли, — звідти й назва населеного пункту.

### З найдавніших часів до середини XIVст.
Перші люди на землях Погорілівки з'явилися ще на початку енеоліту. Про це свідчать сліди людської діяльності, виявлені в урочищах Калинівка, Чагор та Мартинівка, які відносяться до IV—III тисячоліття до н. е. Так, за 2 км на південний схід від села, в урочищі Калинівка розташоване невелике за розмірами поселення. При його дослідженні було знайдено велику кількість фрагментів кухонного посуду жовто-червоного кольору, а також кам'яні знаряддя праці (крем'яні скребачки, сокири, проколки та інші).
Частково досліджено поселення в урочищі Чагор, яке розташоване на північний схід від села. Воно овальної форми, розмірами 350×150 м. Під час обстеження у 1987 році В. М. Войнаровським та І. А. Піддубним виявлено залишки жител, шість гончарних горнів. При розвідковому огляді у 2005 році зібрано фрагменти кераміки виготовленої з жовто-червоної глини середньої жирності, природних домішок у глині не простежено, тісто добре вимішане, поверхня червоного кольору.
Найбільше трипільське поселення було виявлено в урочищі Мартинівка. Тут на березі ставка досліджено три наземні житла, стіни яких були зроблені із дерева і лози, а в середині та зовні обмащені глиною. Добре прослідковуються залишки обмазки жител, вони розміщуються по лінії на відстані 3-4 метра один від одного. Дах таких жител покривався соломою, а підлога була вкрита добре пропаленою глиною. Під час розвідок 2005 р. зібрано фрагменти кераміки цієї культури. Стінки виготовлені з жовто-червоної глини середньої жирності. Природних домішок у глині не простежено. Тісто добре вимішане. Випал середній. Поверхня червоного кольору, інколи покрита білим ангобом і прикрашена орнаментом у вигляді ліній нанесених білою, червоною та коричневою фарбами. Товщина стінок коливається в межах 0,2-1 см. Один фрагмент орнаментований геометричним орнаментом нанесеним червоною і коричневою фарбами. Це є фрагменти столових горщиків трипільської культури, яка датується IV—III тис. до н. е. В основному знайдено горщики великої місткості, дно в яких плоске, та присутні ручки з малими дірками, напевно вони слугували для збереження зерна.
Провідною заняттям трипільців було мотижне землеробство. Як свідчать археологічні матеріали цих поселень, землю обробляли кам'яними та кістяними мотиками на невеликих галявинах, а врожай збирали дерев'яними серпами з крем'яними вкладками. Зерно розмелювали на кам'яних зернотертках. В основному вирощували пшеницю, ячмінь та просо, залишки яких знайдено в печері неподалік поселення. Трипільське населення займалося й скотарством, вони розводили велику рогату худобу та свиней, доказом є залишки кісток яких знайдено в тій ж печері. Важливе місце займало полювання.
У перших століттях І тисячоліття до н. е. на землях сучасної Погорілівки поширюється голіградська культура, яка відноситься до ранньозалізної доби. Залишки культури (X—VII ст. до н. е.) були виявлені у 2005 році. Поселення розташоване в урочищі Чагор і вкладається в межі 350×150 м. На ньому зібрано фрагменти кераміки. Носії культури займалися землеробством, скотарством та різними ремеслами.
В III—V ст. н. е. на теренах Погорілівки з'являється поселенці черняхівської культури. Місцем розміщення її були урочища Чагор та Боршівка. Поселення черняхівської культури в Чагрі вкладається в рамки попередніх, тобто 350×150 м. Під час обстежень зібрано підйомний матеріал. Фрагменти кераміки можна поділити на два види. Це кухонний посуд, що представлений стінками горщиків, які є старанно сформованими. Вони сірого кольору, з добре відмуленого тіста, з домішками крупнозернистого піску, який виступає на поверхні. Другу категорію становить столовий посуд, який представлений стінками горщиків, які симетричні та лощені. Вони також сірого кольору, поверхня їх гладка, а саме тісто-глина має домішки дрібного піску. Тут же знайдена ручка виготовлена з коричневої глини. Вона являє собою клиноподібний відросток довжиною 3 см, півкруглої в плані форми, злегка загнутий і загострений. В поперек ширшого кінця проходить наскрізний отвір діаметром 0,5 см.
Поселення в урочищі Борщівка виявлене у 1972 році Б. О. Тимощуком. Воно знаходиться на південному сході села і займає територію 150×80 м. Можливо, частина його затоплена водою ставка. На ньому знайдено велику кількість фрагментів кераміки сірого кольору. Вона відноситься до кухонного та столового посуду. Досліджено, що черняхівці займалися орним землеробством, вирощували пшеницю, ячмінь, жито, городні культури, розводили велику рогату худобу, кіз, свиней та овець. На високому рівні розвитку знаходилися ремесла та промисли, на яких плідно позначилися впливи античного світу. Доказом є знаходження на поселеннях римських монет.
У VII−IX ст. на території села поширюється слов'янська культура. У 1972 р. Тимощуком Б. О. виявлено два поселення — в урочищі Борщівка та Мартинівка. Перше знаходиться в південній частині села на обох берегах річки Чорний Потік в урочищі Борщівка. Воно витягнене вздовж берега і займає територію 2,5 га. Під час дослідження поселення було виявлено житло, нижня частина якого опускалася в материк. Стіни були дерев'яні, складалися з горизонтально покладених деревин між материковими стінками котловану і стовпами — стояками. В одному з кутів житла розташовувалась піч-кам'янка кубовидної форми. Стіни печі складали з вертикальних кам'яних плит та дрібного каміння, без зв'язуючого розчину. Черенем печі-кам'янки служила найчастіше материкова глина, підмощена річковою глиною на рівні глиняної долівки житла. Таке розміщення було незручним для користування піччю, але сприяло кращому обігріванню житла. Споруджуючи котлован для житла, слов'яни завжди намагалися досягти материкової глини. Це, очевидно, робилося з метою зробити приміщення сухим, глина менше ніж чорнозем пропускає сирість. Там де не вдавалося досягти материкової глини, долівку висипали з неї. Дах житла накривався соломою, а зверху засипався землею, яка також менше пропускала вологу. Внутрішнє обладнання житла було скромним. В них, очевидно, не було ніяких меблів. Можливо, на глиняній долівці для сидіння і сну клали «оберемки» соломи, які накривали шкірами та тканинами. Під час обстеження поселення в 2005 році зібрано підйомний матеріал. В основну це фрагменти уламків ліпного слов'янського посуду. Друге поселення знаходиться за півтора кілометра на північний схід від села, на першій надлуговій терасі лівого берега Чорного Потоку в урочищі Мартинівка. Тут було виявлено напівземлянку, надолівці якої знайдено перепалені камені та уламки ліпних слов'янських горщиків VII−IX століття.
З утворенням Київської держави буковинський край а також і Погорілівка стали складовою її частиною. Доказом цього є поселення в урочищі Селище, Борщівка, Чагор та Мартинівка. Поселення в урочищі Селище виявлене Б. О. Тимощуком у 1972 р. Воно розташоване в центрі села неподалік від церкви на городніх ділянках, активно руйнується польовими роботами. Поселення давньоруської культури займає територію 150×80 м. Зібрано підйомний матеріал фрагменти кераміки виготовлені з жовто-червоної глини середньої жирності з домішками дрібного просіяного піску, вміст якого в тісті незначний. Будь-яких природних домішок у глині не простежено. Тісто добре вимішане, черепки на зламі мають міцну консистенцію. Випал добрий. Поверхня сірувато-червоного кольору. Фрагменти стінок зроблено на гончарному крузі. Товщина стінок — 0,4-0,6 см. Вінчик має коротку зігнуту шийку, короткий, різко відігнутий назовні вінець край якого косо зрізаний, загостреної форми. По боковому зрізу вінця зроблено закраїну — гніздо для накривки.
Неподалік Селища знаходиться урочище Борщівка, у якому також виявлене давньоруське поселення. Воно витягнуте вздовж берега і займає територію 250×100 м (2,5 га). Це поселення має ту ж форму та розміри, що попередні. На поверхні зібрано фрагменти кераміки виготовлені з жовто-червоної глини середньої жирності з домішками дрібного просіяного піску, вміст якого в тісті незначний. Будь-яких природних домішок у глині не простежено. Тісто добре вимішане, випал добрий. Поверхня сірувато-червоного кольору. Вінчик має коротку зігнуту шийку, короткий, різко відігнутий назовні вінець край якого косо зрізаний, загостреної форми. По боковому зрізу вінця зроблено закраїну — гніздо для накривки. Фрагменти стінок зроблено на гончарному крузі. Товщина стінок — 0,4-0,6 см. На окремих фрагментах нанесений орнамент у вигляді прямих горизонтальних врізаних ліній. В більшості орнаментований тулуб горщиків. Денця зроблені на гончарному крузі про що свідчать сліди підсипки. Діаметр їх становить 12 см. Специфічні риси тіста та випалу фрагменту дають можливість віднести їх до другої половини XII — першої половини XIII ст.
На цьому поселенні виявлено фрагмент стінки амфори. Виготовлена вона з добре відмуленої глини компактної консистенції, без домішок, характеризується рівномірним випалом і високою якістю. Колір фрагмента жовтий. Внутрішня поверхня стінки амфори борозниста, а зовнішня — покрита світлим ангобом. Товщина стінки — 1 см. Такі амфори слугували для зберігання зерна та дрібної риби і були основним видом домашньої тари в другій половині XII — першій половині XIII ст. Ці посудини — візантійського походження. На поселенні знайдено й залізну крицю (болотна залізна руда, з якої виплавляли залізо). Це шматок темно-коричневого кольору видовженої форми розмірами, у середньому, 9×7,5 см. Сильно ошлакований. Вага криці становить 600 гр.
Давньоруське поселення знайдено і в урочищі Чагор на місці попередніх і займає територію 200×100 м. У 2005 р. зібрано підйомний матеріал фрагменти кераміки виготовлені з жовто-червоної глини, у яких присутні домішки дрібного просіяного піску. Поверхня посуду сірувато-червоного кольору зробленого на гончарному крузі. На окремих фрагментах нанесений орнамент у вигляді горизонтальних врізаних ліній або хвилястих. В більшості орнаментований тулуб горщиків. На вінчику зроблено закраїну — гніздо для накривки. На поселенні знайдено залізне знаряддя. Викуване з цільного шматка заліза. Воно у вигляді пластини вигнутої під прямим кутом. Одна частина пластини розплющена у вигляді прямокутника довжиною 4 см, шириною 2 см, товщиною 0,5 см. Верх її косо зрізаний і загострений. Інша частина викувана клиноподібною загостреною шпилькою куди могла набиватися дерев'яна ручка. Довжина шпильки 5,5 см.
Інше давньоруське поселення розміщено за 1,5 км на схід від села Погорілівку, на лівому березі Чорного Потоку, в урочищі Мартинівка. Частина поселення знищена при спорудженні ставів, інша знаходиться на орному полі й активно руйнується польовими роботами. Розміри збереженої частини поселення становлять 250×100 м.
У 1960 р. археологічною експедицією Чернівецького краєзнавчого музею під керівництвом Б. О. Тимощука проведено розкопки. Досліджено, що поселення тягнеться вздовж річки на 500 м. На його території виявлено напівземлянку, на долівці якої знайдено перепалені камені від печі-кам'янки, досліджено рештки кількох дерев'яних жител з глинобитними печами, а також велика кількість уламків кераміки XII — XIII ст. Одне з жител розкопано. Від нього зберігся прямокутний черінь глинобитної печі розмірами 2×1 м, на якому лежали рештки склепіння печі. Встановити контури житла не вдалося, хоч і відмічена значна концентрація уламків кераміки і кісток тварин біля печі. Тут знайдені обвуглені зерна пшениці.
На поселенні знайдено фрагменти давньоруської кераміки виготовлені з жовто-червоної глини середньої жирності з домішками дрібного просіяного піску, вміст якого в тісті незначний. Тісто добре вимішане, черепки на зламі мають міцну консистенцію. Випал добрий. Поверхня сірувато-червоного кольору, фрагменти стінок зроблено на гончарному крузі. Вінчики мають коротку зігнуту шийку, короткий, різко відігнутий назовні вінець край якого косо зрізаний, загостреної форми. На окремих фрагментах нанесений орнамент у вигляді прямих горизонтальних врізаних ліній або хвилястих в кілька рядів. В більшості орнаментований тулуб горщиків. Серед керамічних матеріалів зустрінуто фрагмент кринки виготовленої з жовто-червоної глини середньої жирності з домішками дрібного просіяного піску, вміст якого незначний. Будь-яких природних домішок у глині не простежено. Поверхня сірувато-червоного кольору, випалена добре. Це посудина з вузьким вертикальним горлом діаметром 14 см, оформлена круговим валиком. Кринка має злегка витягнуту форму, конусоподібні стінки і похилі плічка.
У північно-західній частині поселення на невисокому пагорбі розкопано залишки дерев'яної церкви XII — XIII ст. Від неї збереглися камені, на яких колись покоїлися дерев'яні підвалини будівлі. Це була зрубна будівля розмірами 6×6 м, до якої із сходу примикала трапецієподібна апсида довжиною 1,5 м. Контури північної стіни цієї будівлі визначили три великі камені (розміром 0,7×0,6 та 0,55×0,45), розміщені по одній лінії та на однаковій відстані один від одного. Південна стіна будівлі визначена межею глиняної долівки. Від апсидної частини церкви збереглися кам'яні фундаменти(їх товщина 0,4, ширина 0,4), складені з рваного дністровського пісковику без вапняного розчину. Збереглася давня підлога з глиняних різнокольорових полив'яних плиток чотири та трикутної форми(розміром 12×12). На долівці храму знайдено уламки вапняної штукатурки, один бік якої загладжений і має сліди червоної фарби. Очевидно, внутрішні дерев'яні стіни церкви були прикрашені фресками. У середині храму, поблизу північної стіни відкрите підплитове поховання, зруйноване військовими окопами часів Першої світової війни. Від нього збереглася кам'яна плита розмірами 1,75×0,85×0,18, що була зсунута з свого первісного положення. Під плитою не виявлено ніяких речей. Недалеко від кам'яної плити стояла костниця, складена з необроблених плит пісковику і перекрита зверху такою самою плитою. Дном гробниці служила земля. Її розміри: висота — 0,4 м, довжина — 0,6 м, ширина — 0,5 м. В ній лежали без анатомічного порядку кістки двох осіб, які, очевидно, були предметом спеціального культового поклоніння. Біля церкви розміщувалось кладовище на якому розкопано 5 давньоруських поховань. Покійники лежали в ямах глибиною 0,4-1,1 м від сучасної поверхні головами на захід. Слідів домовин та могильного інвентарю не виявлено. Вдвох могилах простежено сліди попільно — вугільної підсипки.
На поселенні простежено культурний шар XIV−XV ст. Тут зібрано фрагменти кераміки виготовленої з сірої глини, у якій присутній крупнозернистий пісок. Випал здебільшого добрий, товщина стінок 0,4 см. Поверхня кераміки темно-синього кольору, датуються другою половиною XIII—XIV ст. Вінчики в основному вкладаються в ці ж хронологічні рамки. Один з них відхилений з прямим закінченням, верхній край злегка загнутий до середини. З внутрішнього боку профільований виїмкою для кришки. Діаметр вінчика 18 см, товщина стінок 0,4 см, інший має коротку шийку плавно відігнутий назовні і заокруглений. З внутрішнього боку також профільований виїмкою для кришки. Діаметр вінчика 22 см, товщина стінок 0,4 см. Зовнішня сторона вінчика орнаментована прямою горизонтальною врізаною лінією. Такі горщики виготовлені на швидкому ножному гончарному крузі і датуються за аналогіями XIV—XV ст.
Основним заняттям населення давньої Погорілівки XII−XIV ст. було землеробство. Про рівень його розвитку свідчать знахідки землеробських знарядь праці (мотики, залізні коси, серпи), а також обгорілі зерна пшениці, ячменю, проса. Як і землеробство, велике значення мало скотарство, про що свідчать численні знахідки кісток домашніх тварин. Значна роль відводилась торгівлі, яка велася по річці Дністер. Отже, давньоруські поселення в урочищах Погорілівки доводять, що територія села входила до Київської Русі та Галицько-Волинської держави.

### XIV—XIX століття
З XV ст. Погорілівка була в складі Молдовського князівства. Досліджено поселення пізнього середньовіччя, які також знаходяться в урочищах Селище, Борщівка та Мартинівка.
Поселення виявлене в урочищі Селище розташоване на тій території, що й попередні і має розміри 250×150 м. На його поверхні знайдено фрагменти кераміки виготовленої з сірої глини, з домішками дрібнозернистого піску. Поверхня темно-сірого кольору. Тут виявлено вінчики, стінки, денця і ручки. Окремі фрагменти орнаментовані прямими горизонтальними врізаними лініями, або хвилястими виконаними ямками. Це фрагменти горщиків XV—XVII ст. На цьому поселенні знайдено фрагмент скляної фляги виготовленої зі скла коричневого кольору. Тепер воно патиноване не прозоре стального кольору, краї загладжені. За словами місцевого жителя він на своєму городі, який знаходиться в межах поселення знайшов мідну монету. Це литовська «Боратинка» 1665 року.
Пізньосередньовічне поселення в урочищі Борщівка також входить в межі попередніх. Під час обстеження зібрано фрагменти кружальної кераміки виготовленої з сірої глини. Поверхня темно-сірого кольору, орнаментована прямими горизонтальними лініями. Вінчики в основному відігнуті назовні, з внутрішнього боку мають закраїну для накривки. Діаметр денець коливається в межах 10-12 см. Ручка плоско-випукла, закінчується по боках невеликими потовщеннями у вигляді валиків.
На поселенні в урочищі Мартинівка виявлено фрагменти кераміки пізньосередньовічного часу. Вони виготовлені з сірої глини на швидкому ножному гончарному крузі. Поверхня тонкостінна темно-сірого кольору. Отже, пізньосередньовічні поселення доводять, що в XIV—XVII ст. село Погорілівка вже існувало. Найкращим доказом є писемні згадки про село.
Погорілівка вперше згадується у грамоті від 27 жовтня 1452 р. під назвою Погоріло(в)ці. Щоправда, в австрійських виданнях XIX ст. вказувався 1451 р., а в радянських — 1442 р. У грамоті 1452 р. йдеться про те, що боярин Мань Глобникович продав молдовському логофетові Михайлу «селища свої пусті, що суть на границі, а на ім'я Іванкові і Погоріловці, і Хатчинці (…), пан Михаїл має ті селища держати і осадити, і млини і стави собі чинити (…)». Наступна згадка відноситься до 2 липня 1455 р. і далі. В документі від 5 квітня 1628 року говориться, що селище Ліпнік, яке називається «Похрілівці» було куплене паном Гаврілашом за 300 золотих монет від Пескеліни жінки померлого Стройча і її сина Йонашка Стройча. Пан Гаврилаш у документі хотів, щоб його багатство із землями передавалося з покоління в покоління і не виходило з-під влади його сім'ї. Щоправда, у заповіті великого логофета Гаврилаша Матяша від 4 березня 1652 р., говориться, що його багатство та землі розділяються між його дітьми: Єремією, Оленою і Олександрою. Останній випали такі села: Шерівці з Язом (ставком), село Будільче, Кіселів з Язом (ставком), Погорілівці з Язом (ставком), Мартинешти з двома ставками, Задубрівка з двома ставками, Самушин, Прилипче, Іванківці, Чернівка зверху та інші. Отже Погорілівці згадані зі ставком, хоча сусідні Мартинешти — з двома ставками. Наступна згадка села Погорілівки датується січнем 1670 року. У цьому документі розповідається про сім'ю Хурмузакі, яка в Яссах має багато «забігалок». У 1634 р. отримавши від пана селище Городіштє і вся сім'я переходить сюди на постійне місце проживання. В 1670 році Олена Хурмузакі дарує майнову долю своїй сестрі Олександрі, яка мала двох дочок: Катерину та Марію. Дочці Катерині припали такі села: Бояни, Чорнівка, Похорілівці, Прилипче, Кіселів, ½ Валева, ½ Василева. На жаль, у численних документах XV—XVIII ст. немає конкретних відомостей про саме село, а тільки про власників земель.
Дещо детальніші писемні відомості про село містяться у матеріалах так званого Румянцевського перепису 1772—1774 рр., проведеного під час російсько-турецької війни 1768—1774 рр., коли Молдовське князівство було окуповане військом царської Росії. На жаль, стосовно Погорілівців є тільки загальні матеріали за 1772 р. Село записане там як «Похорлоуцы», яке належало чагарнику Іллі Русету і в якому налічувалося 44 заселених двори. З них 40 дворів були зобов'язані платити податки. Крім того, було 3 родини священиків і одна сербська родина, які платили не податки, а невисокі внески. В переписі 1774 р. записано імена й інколи прізвища жителів.
У довіднику кінця XIX ст. вказано, що Погорілівка (нім. Pohorloutz) спочатку називалася Липник, тому що виникло на місці липового лісу, який згорів. Існує низка відомостей, які містяться в австрійських переписах. Там же вказано, що село є компактним населеним пунктом і розташоване біля ставка, з якого витікає Чорний Потік. Обширні ж писемні відомості про село датуються XIX ст. Так, у документі за 1803 рік згадується, що голова церкви Миколай Тарновецький просить консисторію дати дозвіл на будівництво нової церкви, тому що дерев'яна церква застаріла. Є велика кількість документів про збір матеріалів та будівництво церкви, а також відкриття школи у селі.

### Перша світова війна
Село Погорілівка входило до складу Австро-Угорщини, коли в серпні 1914 р. почалася Перша світова війна. Всі чоловіки, яким виповнився 21 рік, служили у австрійському війську, мобілізація до австрійського війська погорілівчанами сприймалась, як належне. Погорілівчан Василь Колибаба (1819 р. н.) був мобілізований 1840 року до 4-го регіменту уланів, де він служив 15 років, 5 місяців, отримав орден за урятування фельдмаршала Граверта. З початком війни багатьох жінок забирали копати окопи для австрійських солдат. Лінія фронту проходила по кордону між Росією і Австро-Угорщиною був за 3 км від Погорілівки. За переказами старожилів, окопи були копані на «Задніх гонах» (крайня точка Погорілівського поля). Там було декілька рядів загорожі з колючого дроту. Більшість боїв були багнетовими атаками.
Село Погорілівка у війні відігравало велику роль тилу. В урочищі «Жолоб» стояв австрійський резервний полк. Поблизу села проходила залізниця; згодом проклали вузькоколійку через Погорілівку до урочища «Мартинівка», а потім до фронту боєприпаси підвозили на підводах. Коли австрійці в 1916 році відступили, то всі склади було спалено, вузькоколійку зруйновано.
Всіх вбитих австрійських солдат сільські жінки збирали та ховали у братській могилі. В більшості випадків поховання солдат проводилися на місцях їх загибелі: є поодинокі могили на полі (Сопигора).
По закінченні війни на братській могилі, неподалік цвинтаря поставили великий хрест. А за часів румунського панування день 10 травня відзначався, як святий день солдатів. 1943 року тіла солдатів перевезли на цвинтар в Звенячин, день святкувати перестали.
Із села Погорілівка в Першій світовій війні загинуло 44 чоловіки:
| - Баранський Іван - Бокла Степан - Боднарюк Миколай - Волошенюк Дмитро - Гавзор Василь - Гогуш Микола - Дутчак Степан - Іванчук Григорій - Ковалюк Сільвестер - Колибаба Костянтин - Малещук Миколай | - Ковалюк Миколай - Мильничук Степан - Мізунський Іван - Мірка Партемій - Мощищук Тодор - Маліщук Миколай - Новак Іван - Остапович Тодор - Костенюк Петро - Пітик Тодор - Пітик Степан | - Паліброда Миколай - Папушко Танаско - Папушка Іван - Скігар Григорій - Скігар Олександр - Скігар Дмитро - Скігар Дмитро - Скігар Петро - Скігар Петро - Скігар Тодор - Стадник Дмитро | - Рудан Миколай - Сташишин Григорій - Шевчук Тодор - Шикор Петро - Чорнописький Дмитро - Чорнописький Дмитро - Колибаба Константин - Пужняк Миколай - Шевчук Степан - Ференець Степан - Романюк Дмитро |

### Друга світова війна
У червні 1940 р. у Погорілівку прийшла Червона армія. З приходом нової влади в житті села відбуваються зміни. 5 липня 1940 року головою Погорілівської сільської ради було призначено Тарновецького І. О., заступником голови — Чорнописького С. І., секретарем — Панчука П. Г., а також чотирьох членів сільської ради: Бурхевича П. Г., Безручака А. М., Денисика А. В. та Запаранюка М. І. Згодом у село прибули й нові вчителі. У школі замість румунської стали викладати українською мовою, але недовго.
22 червня 1941 року розпочалася Німецько-радянської війни, через прикордонне село Погорілівка пройшли війська Червоної армії. З могил розстріляних дезертирів у селі розпочався новий цвинтар. Коли почалося бомбардування, то селяни ховали своїх дітей у піч, намагаючись уберегти від загибелі.
Після відступу Червоної армії в село ввійшли німецько-румунські війська, які довго тут не затримались. У селі знову була встановлена румунська влада, у село повернулися румунський пан Ромашкан Штефан, греко-католицький священик Рогожинський та велика кількість румунських вчителів. У школі було відновлено військову підготовку — кончентрале.
Для утримання населення сусідніх сіл у покорі в селі Вікно румуни залишили Жандармський прикордонний полк (Гранічири). Солдати цього полку наводили порядок і в селі Погорілівка. Забороняли говорити українською мовою, робити весілля за українськими обрядами, була введена комендантська година. Червона армія не встигла мобілізувати чоловіків села. Старожили називають цей період «Часи Другої Румунії». Великих боїв під час не відбувалося, лише сутички між румунськими жандармами та партизанами.
24 березня 1944 року відступаючі німецькі війська прийшли в село, до ночі виїхали в бік Чернівців. При відході румунська влада спалювала всі документи та одяг із німецькою свастикою.
18 травня 1944 року у селі Погорілівка відбулася мобілізація чоловіків до лав радянської армії. Спочатку демобілізували чоловіків до 1905 року народження. Друга мобілізація забрала чоловіків 1905—1915 років народження, а третя, остання, 1915—1921 років народження. В основному мобілізували чоловіків віком 18-50 років. Близько 500 осіб із навколишніх сіл було зібрано в Заставній. Спочатку їх відправили пішки на Тернопільщину — до с. Звиняч за Заліщиками. Перебувши там два дні на утриманню у сільського населення, їх відправили до Кіцманя. Звідти знову повернули на Заставну і через село Малий Кучурів до Чернівців. Чому цих людей водили тиждень по селах та районах і зараз залишається загадкою. У Чернівцях всю групу було поділено по 40 чоловік, із цих сорока вибирали одного старшого. До кожної групи був прикріплений солдат, який супроводжував їх у дорозі. Помістивши людей по вагонах, їх відправили у глибокий тил до Бердська, що у Новосибірській області. Розмістившись у місті, вони чекали своєї подальшої долі. Прийшло повідомлення, що потрібні вантажники на військовий завод. Прийшов лікар і вибрав 300 найздоровіших солдат, яких забрали на пороховий завод у Кемеровську область Кіровського району. На заводі працювали чоловіки таких сіл: Добринівці, Вікно, Онут, Кучурів, Баламутівка та Погорілівка.
Наприкінці липня — на початку серпня 1944 року приступили до роботи на заводі. Носили стокілограмові ящики із порохом. А всі інші солдати, які залишилися у Берську, почали підготовку до відправлення на фронт. У серпні 1944 року більшість односельців попали на I та III Білоруський та I Прибалтійський фронти. Деякі, як Крищук Степан Федорович, 1921 р. н., потрапив на фронт у жовтні 1944 року і воював на I Українському фронті, де був поранений у праву ногу. Ті, хто працював на пороховому заводі, продовжували працювати аж до грудня 1945 року.
У 1944 році було мобілізовано в лави радянської армії 255 погорілівчан. 75 не повернулися додому, загинувши, 12 — пропали безвісти. 175 чоловік повернулися додому.
Всі, хто брав участь у боротьбі з нацистською Німеччиною були нагороджені медалями «За перемогу над Німеччиною».
Інші відзнаки:
- Зарубайко Дмитро Іванович — кавалер орденів «Слави» трьох ступенів і Великої Вітчизняної війни II ступеня;
- Мокан Степан Дмитрович — кавалер ордена «Слави» III ступеня;
- Маленчук Василь Іванович — кавалер ордена «Слави» III ступеня;
- Дудлей Партемій Степанович — кавалер ордена «Червоної Зірки».
- Кушнерюк Степан Михайлович — отримав медаль за «Перемогу над Японією».

Багато солдатів повернулися інвалідами II та III групи, їм потрібна була допомога. Згідно рішення № 272 Заставнівського райвиконкому Чернівецької області від 26 липня 1945 року, інвалідам Великої Вітчизняної війни була надана допомога будівельним лісом та іншими матеріалами. У селі був збудований пам'ятник «Невідомому солдату».

### Тиф 1946 року
Наприкінці березня 1944 року Заставнівський район було визволено від німецько-нацистських загарбників. А вже 17 квітня у сусідньому селі Юрківці було зареєстровано серед сільського населення 4 випадки захворювання на висипний тиф. У цьому селі військові були розселені по хатах, і двоє з них померли від тифу, можливо, солдати і принесли страшну хворобу у район.
Масове захворювання жителів Заставнівського району на тиф починається у 1945 році. З 1 березня починають прийматися міри для боротьби з хворобою. Медпрацівники, хоча їх було дуже мало, почали робити подвірні обходи. Було обстежено 2711 дворів, перевірено 5000 чоловік на вошивість і проведено 62 лекцій та бесід. У цей час у районі працює 13 бань та дизкамер, але їх не вистачає. За архівними даними, на той час у районі вже 3 місяці не було мила.
У селі Погорілівка перші хворі на тиф з'явилися влітку 1945 року, коли повернулися з війни та з воєнних заводів солдати-односельці. Це були випадки з летальними наслідками. Від тифу в серпні 1945 року помер житель села Скігар Дмитро Васильович (який повернувся з воєнного заводу в Кемеровській області) та його дружина Катерина Іванівна. Меддопомоги ніякої ніхто не надав протягом двох тижнів. Особливого розмаху хвороба набула у січні 1946 року. Медпрацівники не давали точних даних щодо кількості смертних випадків та захворюваності людей. За архівними документами, у районі було лише 47 випадків захворювання на тиф, крім Добринівців, де хвороба набула найбільш поширеною. Окремі випадки було зареєстровано в селах Погорілівка і Мосорівка. У січні того ж року, за спогадами старожилів та архівними матеріалами, у селі було багато смертельних випадків. Так у Свято-Миколаївській церкві зберігся запис, що 18 січня 1946 року помер від тифу Чорнописький Іван Дмитрович, 12 покійник у селі за 18 діб 1946 року. Лікарів не вистачало, і люди самі як могли боролися із хворобою: голили голови, як чоловікам, так і жінкам. Із спогадів Герман Марії (1934 р.н.) хворих мастили самогоном, палили печі і клали їх туди на деякий час, а потім витягали і купали.
У січні за день помирало від 3 до 6 чоловік. Довідка засвідчує: «29 січня 1946 року померли Сірман Дмитро Партемійович (1888 р. н.); Гладієвич Домна Василівна (1872 р. н.); Рудан Агафія Петрівна (1907 р. н.); Дутчак Марія Іванівна (1903 р. н.)».
У цей час на село звернули увагу і в районі. Новостворені епідемічні бригади робили подвірні обходи. А райздраввідділ повідомляв, що прийнято заходи по селі Погорілівка. Епідемія тифу тривала через контакти населення з різними людьми, які приходили до села. 27 лютого 1946 року був складений акт на голову сільської ради села Погорілівка для накладання адміністративного стягнення за незабезпечення транспортом епідемічної бригади та вивезення хворих у лікарню с. Малий Кучурів. У цьому акті зазначалося, що 26 лютого районний санінспектор Юреско Семен Васильович проводив санітарне обстеження с. Погорілівка разом із епідемічною бригадою у кількості чотирьох чоловік: санітарний фельдшер Разон М. І., санітарний фельдшер Кучерявенко Євдокія Семенівна, дезинфектор Микитей І. І. (місце проживання Заставна) та дезинфектор Вікнянської медичної амбулаторії Малищук В. К. в присутності секретаря сільської ради Панчука І. П. Голови в сільській раді не було та при цьому виявили, що 20 лютого у селі Погорілівка були «спалахи» висипного тифу. А 23 лютого на місця епідемії потрапив епідемічний загін. Він попросив голову села виділити транспорт для госпіталізації висипнотифних хворих та перевезення дезкамери. Від чого голова Осимчук Н. О. категорично відмовився. Тоді загін звернувся до уповноваженого райкому Бандури, який заявив, що епідемічна бригада не має права вимагати у голови транспорту. Якщо загін буде наполягати на тому, щоб голова виділив транспорт, то він має право їх всіх вигнати.
Із 23 лютого і аж до кінця місяця бригада не мала можливості госпіталізувати інфекційних хворих. Сім осіб залишилися вдома. Вони були збудниками хвороби. Отже, лікарі та влада не мали спільних дій боротьби із епідемією тифу. В квітні подані дані, що район підійшов до цілковитої ліквідації захворювань на висипний тиф, по селу Добринівці і Погорілівка в перших числах квітня не було жодного випадку захворювання на тиф. А згідно з довідкою про смерть, люди помирали ще і на початку квітня: 2-квітня — Думанська Оксана Дм. (1888 р. н.), Думанський Георгій Антонович (1885 р. н.). А житель села Погорілівка Скігар Микола Степанович помер від тифу в лікарні с. Малий Кучурів 24 травня.
Зі спогадів Думанського Миколи (1921 р. н.), від тифу у селі померло близько 200 чоловік.

### Голод 1946—1947 років
Після великої епідемії тифу 1946 року село спіткала посуха.
Крім того, у 1946 році у селі Погорілівка починається колективізація. Райвиконком видав указ «Про заборону колгоспам, колгоспникам та одноосібним селянським господарствам продаж і обмін зерна, борошна, печеного хліба та соняшника до виконання плану здачі зерна та соняшнику державі». В іншому документі райвиконкому «Про стан хлібоздачі в районі» зобов'язували всіх голів сільських рад широко залучати актив села, встановити щоденні завдання по земельних громадах та забезпечити виконання щоденних завдань по вивозці хліба. Наголошувалось вживати законні міри судового порядку до злісних нездатчиків хліба державі.
У людей закінчилися продукти харчування, почалося голодування серед різних верств населення села, особливо бідняків.
Районна влада подекуди намагалася надавати допомогу голодуючим. Так у рішенні № 257 «Про додаткові міри надання допомоги харчування населенню району потерпілому від посухи в 1946 році» говорилося про те, що потрібно організувати 12 пунктів щоденного одноразового харчування при школах, дитячих садках, сільських радах та установити норми продуктів на одноразове харчування в розмірах і в грамах на одного чоловіка в день. Але серед цих 12 пунктів с. Погорілівка не було.
Та ще гірше чекало людей, коли було запроваджено обов'язкову заготівлю молока та м'яса. У документі «Про хід заготівлі молока і м'яса в першому кварталі 1947 року по району» говорилося, що Погорілівка сільська рада на чолі Тарновецьким І. О. проводить заготівлю молока і м'яса вкрай незадовільно. Станом на 10 березня 1947 року квартальний план виконано по молоці на 12 %, по м'ясу — на 14 %. Старожили говорять, що в цьому велика заслуга голови сільської ради Тарновецького, який об'єктивно оцінював ситуацію, що сталася в селі, де люди не мали що їсти, а корова була їхнім останнім засобом виживання. Тому він не тиснув на людей, а допомагав їм. План здачі молока і м'яса так і не був виконаний. Влітку 1947 року Тарновецького було викликано на засідання райвиконкому, де він доповів з цього питання: «Так станом на 19 липня 1947 р. по сільській раді Погорілівка різний план здачі молока — 226,4 ц, недоїмка 1946 року — 46,2 ц; виконано на 19/7 1947 року — 57,5 ц, що становить 22 %. Річний план здачі м'яса — 98,7 ц, а недоїмка — 8,1 ц — здано на 19/7 1947 року — 25,7 ц, що становить 26,1 %, на першу декаду липня місяця 1947 року план м'яса — 9 ц — здано 1,2 цент.»
Були зроблені висновки, у яких зазначалося, що відповідальність за такий вкрай незадовільний стан здачі молока і м'яса покладають на Тарновецького, який самоусунувся від керівництва заготівлями, пустив на самоплив таку важливу компанію, як заготівля молока і м'яса і не вимагав своєчасно від кожного здатчика виконання своїх зобов'язань у встановлений період, що привело до зриву виконання плану здачі молока і м'яса за I півріччя. Таким чином голова сільської ради уберіг людей, які мали корови від голодної смерті.

### Діяльність ОУН
22 січня 1945 боївка під керівництвом "Микити" застрілила голову сільської ради і працівника РВК.
5 грудня 1945 бойовики "Коля" 
і "Бігун" роззброїли коменданта і заступника винищувального батальйону.

### Історія колгоспу
Процес колективізації на Буковині, розпочатий в 1940 році, був перерваний Німецько-радянською війною 1941—1945 років. Після її закінчення до 1948 року всі буковинські села були колективізовані.
У селі Погорілівка в серпні 1947 року з числа мешканців села була створена ініціативна група, яка проводила роз'яснювальну роботу серед людей, намагалася загітувати людей до колективного ведення господарства. В основному, у колгосп вступали середні верстви населення та бідняки. Заможні люди не бажали вступати до лав колгоспників, бо потрібно було віддавати свою землю та увесь сільськогосподарський інвентар, яким обробляли землю. Ознайомивши погорілівчан із статутом колективного господарства, ініціативна група на чолі з уповноваженим з районного центру, звертається до Заставнівського районного виконавчого комітету із такими проханнями: «Ми, громадяни с. Погорілівки, одноосібники, ознайомившись зі статутом сільськогосподарської артілі, на основі добровільної згоди, бажаємо організувати артіль колективного господарювання, усуспільнюємо свою рільну землю відповідно до статуту, тяглову робочу силу, сільськогосподарський інвентар і зобов'язуємось працювати в сільськогосподарській артілі і виконувати історичне рішення Лютневого пленуму ЦК ВКПб по відбудові і розвитку народного господарства післявоєнного часу, та підвищенню врожайності».
До середини осені ініціативна група зібрала 59 заяв про вступ для колективного господарства. Ініціативна група 9 листопада 1947 року провела сільські збори, на яких колективне господарство села Погорілівка отримало назву «Шлях до Соціалізму», першим головою колгоспу призначили Скігаря Степана Івановича. На зборах розподілили обов'язки між членами правління: заступником голови колгоспу, комірником і завгоспом призначили Костинюка Івана Григоровича, бригадиром рільничої бригади обрали Маліщука Степана Івановича, рахівником — Давидюка Тодора Миколайовича, старшим конюхом — Голика Степана Івановича. Було вирішено звернутися до райвиконкому про передачу в користування колективному господарству «Шлях до Соціалізму» ставка, у розділі трьох гребель, яким користувався рибтрест і який раніше належав поміщикові; одну олійницю, якою користувався райпромкомбінат і яка раніше була в користуванні єврея, та один млин, яким також користувався райпромкомбінат, а раніше належав євреям.
На початок 1948 року в колгосп входили 65 господарств із населенням 231 чоловік, у тому числі 124 працездатних (61 чоловік та 63 жінки), підлітків віком від 12 до 16 років — 20 чоловік. В користуванні колективного господарства на той час було 188,22 га, із них: 70 га держземфонду, орної землі — 157 га, присадибної — 6,25 га, непридатної для ведення сільськогосподарських робіт — 25 га, 18,29 га займали озимі, з них — 10,65 га — жито і 7,64 га — пшениця.
Тяглової робочої сили нараховувалось 26 голів, із них 23 — робочих коней та 3-є лошат. Сільськогосподарський інструмент налічував 19 плугів, 26 борін, 24 вози, 2 віялки, 1 молотарка кінна, 1 трієр, 1 кират, 2 сівалки, 1 плужок для картоплі. Всі сільськогосподарські інструменти, земля, тяглова робоча сила, озимина, були усуспільнені колгоспниками.
На території села в той час було утворено ще одне колективне господарство «Радгосп». З тих пір дана територія носить цю назву. «Радгосп» належав залізниці. Керував господарством єврей Мошко. Господарство знаходилося неподалік залізничної станції «Погорілівка». Землі «Радгоспу» простягалися від залізничної колії до полів села Дорошівні, від урочища «Кадуб» і дороги, яка там проходила, до товтрівських та юрковецьких полів і налічували близько 250 гектарів. Біля дороги були збудовані приміщення для вирощування курей, овець, свиней та великої рогатої худоби, ангари для зберігання зерна. Тут працювали мешканці сіл Погорілівка та Вікно. «Радгосп» довго існував не довго і вже в 1953 році був розформований, землі приєднані до колгоспної спілки «Шлях до Соціалізму», інвентар передано в користування спілчан.
З перших днів створення колективного господарства в селі Погорілівка виникла необхідність будівництва приміщень для зберігання інвентаря, техніки, зерна, утримання птиці, овець, коней і великої рогатої худоби.
Будівельні роботи розпочалися із спорудження приміщень нині «Старої ферми». Колгоспники вручну добували каміння, глину і пісок, виготовляли цеглу, а дерев'яні конструкції та черепицю брали у мешканців села, із розібраних під час колективізації оборогів і стаєнь. На фермі було 3 корови. За ними доглядав Чорнописький Іван; 1 свиноматка із поросятами, вівці та коні, здані селянами при вступі до колгоспу, придбані за колгоспні кошти кури.
Для утримання сільськогосподарського інвентарю і техніки у 1952 році колгоспники спорудили приміщення, які згодом отримали назву «Тракторна бригада». В 1950 р. в господарство привезли перший трактор «Універсал». Першим механізатором став Чорнов Іван Михайлович. Згодом придбали й інші трактори, причепні і навісні механізми до них. Будівництво тракторного стану було продовжено в 60-х роках XX століття. Економіка колективного господарства міцніла. З кожним роком зростало технічне оснащення колгоспу. Це зумовило ріст врожайності сільськогосподарських культур, необхідність будівництва нових токів і зерносховищ. Для обмолоту і зберігання зерна в колгоспі були токи з оборогами в різних кутах полів, збудовані із розібраних в роки колективізації оборогів у мешканців села. Вони були замалими. У 1960-х роках збудовано новий великий тік.
У 1954 році колгосп придбав генератор (на базі тракторного двигуна) для виробництва електроенергії для колгоспних приміщень. У той самий час вперше у деяких сільських будинках з'явилося електричне освітлення. У 1961—1962 роках в селі почали ставити дерев'яні стовпи і електричний струм по новозбудованій лінії пішов від електростанції в усі сільські оселі.
Основними доходами колгоспу, у перші роки господарювання, було рослинництво. Колгоспники заробляли по 5 кг зерна на рік та декілька карбованців. Працювали спочатку на трудодень, який не всі могли відробити, бо норми були надто високими. Деякі колгоспники 2-3 дні працювали на 1 трудодень.
Тваринництво було слабо розвинене. Всі види робіт виконувались вручну. Тому продуктивність праці була низькою.
Наприкінці 1960-х років, після епідемії туберкульозу великої рогатої худоби, завершилось будівництво «Нової ферми». Тут вирощували велику рогату худобу, молодняк та молочне стадо. Колгосп зумів підняти виробництво м'ясо-молочної продукції. Свинарство і вівчарство, відгодівля птиці створили умови зростання заробітної плати колгоспникам, росту їх добробуту, зміцнення матеріально-технічної бази господарства.
11 грудня 1961 року колективне господарство «Шлях до соціалізму» було перейменовано на колгосп імені XXII з'їзду КПРС. Головою колгоспу в ті роки був Гнеп Семен Федорович.
Кількість колгоспників збільшувалась. Майже 90 % мешканців села працювали в бригадах господарства: рільничій, будівельній, городно-кормовій, тракторній, на фермах та у автопарку.
У 1962 році в колгоспі було 11 тракторів та 3 зернові комбайни. Врожаї становили з 1 га: озимої пшениці — 24 ц, кукурудзи — 35 ц, гороху — 20 ц, цукрового буряка — 290 ц. Провідною технічною культурою стає цукровий буряк, прибуток від якого становив 132 тис. крб., у той час, як від всіх видів рослинництва — близько 200 тис. крб.
У цей час велика увага приділялася розвитку тваринництва. В колгоспі було 2 свинарники на 1500 голів свиней; два корівники: 1 — на 150 голів, а другий — 230 голів; телятник на 150 голів; вівчарик на 600 голів; конюшня на 120 коней та багато інших допоміжних споруд. Прибуток від тваринництва становив понад 140 тис. крб.
Доходи від виробництва сільськогосподарської продукції дали можливість виділити кошти та розпочати будівництво споруд соціально-культурного призначення. В 1959—1961 році колгоспники звели сільський Будинок культури, який став центром розвитку культури в селі. Тут працювали гуртки художньої самодіяльності (керівник — Лисюк Д. О.), драматичний і танцювальний колективи — переможці різноманітних конкурсів і учасники телепередач, присвячених селу.
У 1966 році на посаду голови колгоспники обирають молодого односельця Скігаря Івана Олексійовича, який продовжує роботу з благоустрою села — проведення сільського водогону: закупівлю труб, будівництво великої криниці. В 1966 році вода потрапляє до осель колгоспників. В 1972 році на зборах колгоспників було прийняте рішення про будівництво нової сільської школи на 320 місць. Незабаром в центрі села виросла будівля сільського магазину, приміщення правління колгоспу.
Набирало швидких темпів будівництво індивідуальних житлових будинків. Щороку 15-20 сімей колгоспників справляли новосілля у власних будинках. З'явилися нові вулиці і провулки. План реконструкції села Погорілівка був розрахований на 22 роки. У селі з'явилися 2 нові вулиці. Колгосп допоміг збудувати хату членам ланок А. О. Скігар, А. І. Боклі, С. Д. Колісник та іншим.
У 1974 році головою правління колгоспу було обрано Панчика Дмитра Григоровича. Тоді господарство досягло найкращих результатів з часу заснування. Наприкінці 1970-х років у користуванні колгоспників було 1 752 га землі, із них 1324 га — орної, працювали 4 бригади: рільнича, садово-городна, кормодобувна, тракторна. Одним з найкращих в районі був автотранспортний парк: 20 тракторів, 12 вантажних автомобілів, 5 зернових, 3 бурякозбиральні, 2 картоплезбиральні, 2 кукурудзозбиральні комбайни.
У колгоспі працювали агрономи, бригадири, економісти, зоотехніки, ветеринари. Тракторний парк (бригаду) було укомплектовано високопрофесійними механізаторами: 18 трактористів — I класу, 15 — II класу.
На тваринницькій фермі працювали 43 доярки. 11 з них — майстри машинного доїння. Оволоділи машинним доїнням Катерина Бойчук, Марія Крищук, Марія Скігар та інші. Учні школи залучались до проведення робіт по благоустрою тваринницьких приміщень і території ферми: висаджували дерева, кущі, квіти; прикрашали стайні гірляндами і прапорцями.
У соціально-економічному плані колгоспу ім. XXII з'їзду КПРС записано: «В 1974 році народногосподарський план продажу молока має досягти 12,690 ц, валовий збір цукрових буряків на кінець п'ятирічки має становити 9,870 т». В 1976 році в колгоспі зібрали і відправили на цукрозавод 11,480 тонн цукросировини. 8 механізаторів з ланки Миколи Колісника на площі 104 га виростили по 590 ц коренів цукрового буряка.
Колгосп ім. XXII з'їзду КПРС на середину 1980-х років був одним із найкращих у районі. Про це свідчать економічні показники за 1984 рік: всього зернових зібрано 2024 т, овочів — 269 т, кукурудзи на зерно — 435 т, цукрового буряка — 9 658 т, картоплі — 973 т, фруктів — 70 т, кормового буряка — 2 847 т.
Працівники господарства брали підвищені соціалістичні зобов'язання: в 1985 р. планували зібрати зернових — 2400 т, цукрового буряка — 10 350 т, картоплі — 1 220 т, овочів — 290 т, фруктів і ягід — 190 т, кормових коренеплодів — 2 400 т. По тваринництву: молока—  1 620 т, м'яса — 380 т, яєць—  100 тис. штук.Це зобов'язання було виконано, а за деякими показниками — перевиконано.
Протягом 1980–х років у колгоспі змінилося два керівники: з 1985 по 1987 р. посаду голови правління колгоспу займав Лисюк Микола Іванович, з 1987 по 1990 р. — Серафенюк Іван Іванович. Збільшився авто- і тракторний парк, збудували Будинок тваринника, де розмістилися контора правління колгоспу, сільська рада та медпункт. Поблизу тракторного парку побудували пункт заправки автомобілів та тракторів.
Передовики виробництва були делегатами партійних з'їздів і конференцій, побували на виставках досягнень народного господарства, були нагороджені путівками в будинки відпочинку, санаторії-профілакторії, здійснили поїздки і екскурсії в різні куточки країни і за кордон.
У 1991 році Україна стає незалежною державою. 11 листопада 1991 р. колгосп ім. XXII з'їзду КПРС перейменовано на колгосп «Калинівка». Очолював колгосп Краснюк Дмитро Іванович. 30 січня 1993 року колгосп «Калинівка» було реорганізовано з селянську спілку співвласників «Калинівка». З кожним роком росли борги, без дотацій, державної підтримки, при слабкій виконавській і виробничій дисципліні селянська спілка поступово занепадала. Спочатку зменшилося, а згодом і зовсім зникло тваринництво як галузь, зменшилася урожайність зернових, стояли не прополені площі цукрового буряка. 16 лютого 1999 року селянську спілку співвласників «Калинівка» реорганізовано у сільськогосподарський виробничий кооператив «Калинівка». Цього ж року було змінено трьох керівників кооперативу: Краснюка Д. І., Костенюка С. М., Новака М. О., що призвело до цілковитого занепаду господарства. У 2000 році засіяно озимини та виорано на зиму всього декілька десятків гектарів. Поступово землі заростали бур'янами. Збори членів кооперативу головою господарства обирають Лисюка Дмитра Івановича. Але відновити роботу кооперативу так і не вдалося. У 2004 році останнім головою кооперативу обрано Ференця Івана Дмитровича. У цьому ж році кооператив «Калинівка» припинив своє існування. Після цього була створена ревізійна комісія на чолі з Новаком Миколою Олексійовичем, яка розділила майно між всіма членами кооперативу. Всі погорілівчани отримали майнові та земельні паї, які складали частку від вкладеної в господарство праці та земельну ділянку, згідно Законодавства України.

## Населення
Згідно з переписом УРСР 1989 року чисельність наявного населення села становила 1688 осіб, з яких 759 чоловіків та 929 жінок.
За переписом населення України 2001 року в селі мешкало 1605 осіб.

### Мова
Розподіл населення за рідною мовою за даними перепису 2001 року:
| Мова       | Відсоток |
| ---------- | -------- |
| українська | 99,75 %  |
| російська  | 0,19 %   |
| молдовська | 0,06 %   |

## Освіта
За архівними даними, священик греко-католицької церкви Йоган Бородайкевич, у 1851 році пише у Львівську консисторію про те, щоб надали дозвіл для початку навчання в Погорілівській общині. Дозвіл було дано і 2 листопада 1870 року було відкрито клас при церковній канцелярії. Приміщення школи почали зводити наприкінці XIX ст. на землі, яка належала греко-католицькій церкві. На 1893—1894 навчальний рік у селі проживало 267 дітей, з них 210 ходило до школи, в 1894—1895 навчальному році — 298 дітей, з них 228 відвідували школу, а в 1895—1896 навчальному році — 325 дітей, до школи ходило 266. На кінець XIX ст. кількість дітей ще більше зросла. Австрійська влада карала штрафами тих батьків, діти яких не ходили до школи. У 1907 році школа налічувала 4 українських класи, у цьому ж році відкривається паралельний клас. У зв'язку з цим, заняття почали проводити й по обіді. Директором школи тоді був Микола Бойніцький. За час його директорування, 18 жовтня 1912 року ввели п'ятий клас, школа стає п'ятирічною. Навчання велося українською мовою, паралельно вивчали німецьку. У 1914 році в школі було вже 7 класів, два з яких були паралельні. Дітей навчали такі вчителі: Омельський Іполит Юрійович, Бойніцький Микола, Омельська Зеновія, Кейван Ольга, Георгій Хабаба, Скігар Алексій, Іван Костюк, Ольга та Євген Григоровичі. На один навчальний рік школа витрачала близько 12 525 крон.
Під час I світової війни навчання було призупинено, у приміщенні школи розмістили шпиталь для австрійських солдат. По закінченні війни територія краю була приєднана до Королівської Румунії, тому з відновленням навчання в школі на початку 1919 року, воно проводилось вже румунською мовою, з паралельним перекладом українською мовою, а з 1924 року — виключно румунською.
На початку 1920-х років діти в школі вчили граматику, арифметику, релігію. Кожний учень мав свій зошит, з підручників — географія і читанка. В той час директорами і вчителями були українці, поряд з ними працювали вчителі-румуни: Попович, Гаврилюк, Товстюк. Згодом й інші посади почали займати румунські колеги. Це стало помітнішим наприкінці 1920-х — на початку 1930-х років. Із розповіді Думанського Миколи: «Кожен вчитель мав закріплений за собою клас. Так, 1 клас вчила Поклітар (1928 р.), 2 клас — Гаврилюк (1929 р), 3 клас — Томюк (1930 р.), 4 клас — Нуцуляк (1931 р.), 5 клас — Щербан (1932 р.),6 клас — Нікуліца (1933 р.), 7 клас — директор школи Даниленку (1934 р.)».
На початку 1930-х років в школі вивчали все більше і більше предметів: математику, історію, географію, румунську мову, релігію та «кончентреле» — військова підготовка. Школа була семирічною. Шостий та сьомий класи здавали іспити. Найвищою оцінкою була 10, а найнижчою — 5. За добре навчання нагороджували медалями.
1941 року, незважаючи на скрутне становище краю, 1 вересня почався навчальний рік, усі учні перейшли до наступних класів. Директором школи став Костянтин Поян, який займав цю посаду аж до приходу Червоної Армії. Навчальний 1943—1944 рік не закінчився, але у вересні 1944 року діти знову пішли до школи.
З новою владою прийшли нові вчителі. Директором вперше в історії села стала жінка. Зошитів не було, книжка лише в учителя, писали на листках судових справ на зворотній стороні.
У 1947 році директором школи стає Грабчак Василь Андрійович, а завучем — Каменська Альбіна Ігнатівна. У школу на роботу приїхало багато вчителів: Ткачова Клавдія Дмитрівна, Лемешко Ніна Федорівна, Титарчук Ольга Трифонівна, Вознюк Ганна Пилипівна, Ференець Василина Іванівна, Грабчак Василина Іванівна, Джулай Лідія Павлівна, Джулай Надія Павлівна. У школі було 4 початкових класи. Учнів у класах було багато: в 1-му — 45, 2-му — 40, 3-му — 36, 4-му — 38. Із старших класів був лише один — 5-й.
Було відкрито вечірню школу, у якій налічувалося 4 початкових і один шостий клас. Уроки починалися о 6-й годині вечора, було по 4—5 уроків. Кількість учнів у вечірніх класах становила 25—30 чоловік. Учнівські парти були незручні, довгі, на 6 місць. Писали дерев'яними ручками з металевим пером. З'явилися підручники й зошити, але ще в недостатній кількості.
У новому 1948—1949 навчальному році у денній школі відкрили 6-й клас, а до 1950 року школа отримала двомісні парти і добрі класні дошки.
З 1950 по 1952 рік директором школи була Кононенко Груня Кузьмівна, її заступником — Джулай Надія Павлівна, серед нових вчителів — Новаківська Лідія Яківна, Прокопенко Варвара Іллівна, Ємець Любов Іванівна, Прокопенко Тетяна Кузьмівна.
У 1952—1953 навчальному році Погорілівська школа стає восьмирічною.
Протягом 1950-х років директорами сільського навчального закладу були:
- 1953—1955 рр. — Берешко Володимир Данилович; завуч — Літвінова Марія Єфимівна;
- 1955—1958 рр. — Чекінда Марія Данилівна; завуч — спочатку Літвінова Марія Єфимівна, а потім Челябій Іван Антонович;
- 1958—1965 рр. — Герман Данило Миколайович; завуч — Челябій Іван Антонович.

У 1965—1966 навчальному році директором старої школи призначили Миронюка Леоніда Івановича, на цій посаді він перебував до 1968 року. Після нього посаду директора зайняв Сетний Степан Йосипович, а завуча — Мількевич Лідія Іванівна. В 1971—1974 роках за рахунок бюджету колгоспу (голова — Скігар Іван Олексійович) збудовано приміщення нової двоповерхової школи. Активну участь у будівництві школи брали будівельні бригади на чолі з бригадирами — Папушко Дмитро Степанович та Водянко Тодор Григорович. Школа збудована в центрі села, під знесення була відведена сільська вулиця з хатинами сільчан, яким були запропоновані компенсації (за рахунок колгоспних коштів побудовані нові будинки в іншому місці та запропоновані грошові компенсації, а місцева мешканка Дробот (Скігар) Домна Дмитрівна заради доброї справи подарувала батьківське подвір'я під будівництво школи.
Діяла заочна школа: 8, 9,10 і 11 класи для дорослих.
У 1975—1976 навчальному році посаду директора школи обійняла Мількевич Лідія Іванівна, завучем стала Яківчук Марія Дмитрівна. Починають працювати нові педагоги: Романюк Марія Дмитрівна, Михасик Ганна Василівна, Пітик Марія Іванівна, Новак Ольга Василівна, Панчук Степан Михайлович, Гринчук Катерина Миколаївна, Поканюк Ніна Павлівна, Панчук Надія Василівна, Захарченко Надія Григорівна, Семенчук Сергій Олексійович, Думенко Галина Василівна, Рудан Дмитро Дмитрович, Панчук Дмитро Михайлович, Українець Зіна Манолівна, Скігар Ольга Дмитрівна, Папушко Ольга Дмитрівна, Пітик Марія Федорівна.
Першими кочегарами шкільної котельні були: Стадник Іван Дмитрович, Чорнописький Дмитро Іванович, Мечик Микола Дмитрович; кухарем їдальні — Скрилюк Домка Степанівна; завгоспом — Кухарський Дмитро Іванович; перші техпрацівники — Романюк А. М., Маліщук М. Г.
У 1983—1984 навчальному році школа отримала статус середньої. Класним керівником першого випуску 10 класу була Скігар Ольга Дмитрівна.
Наприкінці 80-х — середині 90-х років XX століття починається омолодження педагогічного колективу. На роботу приходять вчителі: Новак Галина Миколаївна, Сасанчин Галина Дмитрівна, Сасанчин Іван Іванович, Геньга Валерій Дмитрович, Краснюк Тетяна Дмитрівна, Палій Лариса Миколаївна.
У 1992—1993 навчальному році призначили нового директора школи — Народового Петра Павловича. За час його директорування, у школі було зроблено чимало добрих справ, діти мали змогу здобути не лише середню освіту, а й здобути спеціальну освіту та посвідчення водія-тракториста при сільському навчальному закладі.
З 1995 року посаду директора школи займає Пітик Марія Федорівна. У листопаді 2002 року у приміщення школи підведено газ.
У 2003 році при школі створене наукове товариство «Ерудит». У ньому задіяні найкращі учні школи, які пишуть наукові роботи й успішно захищають їх при Малій Буковинській академії, а також на Всеукраїнських конкурсах. При школі є танцювальний ансамбль «Барвінок», учнівський ансамбль пісні і танцю «Веселка» неодноразово займав призові місця на районних і обласних конкурсах. 2004 року при школі було відкрито музей історії села Погорілівка, експозиції якого розміщено у «Кімнаті етнографії» та «Історія і побут села Погорілівка».
У вересні 2004 року школа отримала комп'ютерний клас з підключенням до мережі Інтернет.

## Релігійне життя

### Історія православної церкви
Приблизно в середині XII ст. в центрі села Погорілівка виросла дерев'яна церква святого Миколая (точна дата зведення храму відсутня). Рештки фундаменту церкви XII—XIII ст. було знайдено під час розкопок в 1962 році.
Безпосередній догляд за технічним станом будівлі здійснювали церковний староста, релігійна громада та парафіяльний священик. Як свідчать документи, саме вони звертались за благословенням до консисторії для проведення ремонту або реконструкції храму. У 1803 році голова церкви Микола Терновецький пише у консисторію про те, що дерев'яна церква у Погорілівці застаріла і просить дозволу розпочати будівництво нової кам'яної церкви.
У 1834 році священик Матіас Драчинський пише, що «камінь на церкву будуть брати у Боянчуку». На пожертвування парафіян і жителів навколишніх сіл було закуплено будівельний матеріал. Добровільні пожертвування становили 1900 гульденів. З них двісті гульденів — від релігійно-православного фонду, 500 — від радників консисторських, а самі погорілівчани зібрали 1182 гульдени. У 1903 році священик Погорілівських парафіян Мардерій Арійчук провів опис церковного майна і оцінив будівництво церкви у 10 000 крон.
У 1875 році архітектор Мюзер склав план побудови нової кам'яної церкви, який був затверджений пізніше. Будівництво храму розпочалося в 1870 році у центрі села, на підвищенні, основні роботи були здійснені у 1881 році.
Освячував Погорілівський храм з благословення владики «посланець» консисторії, делегат митрополита Кирила Сильвестра, Морар Андрієвич 18 січня 1881 року. Акт освячення новозбудованої церкви здійснювався в урочистій обстановці з дотриманням усіх релігійних норм. Довести будівництво до кінця вдалося аж у 1892 році, коли було завершено покрівлю храму. Збудована церква мала три куполи з позолоченими хрестами, троє дверей, шість вузьких і довгих, двоє широких і довгих та двоє круглих вікон. Внутрішня площа храму розділена на вівтар, чоловічник і жіночник, над якими знаходяться хори, про що свідчить опис церковного майна 1903 року.
В «Описи инвентаря православной церкви в Погорилеуць» записано: «иконостас гладкий, без всякой резьбы, только двери и райские врата взяти от старой церкви с красной резьбой». Різьбяні роботи здійснював столяр з Чернівців Клан і взяв за це 1000 крон, а образи малював академічний дієцисальний маляр Бучевський, який дістав від покійного митрополита Сильвестра, як і столяр, 1000 крон за виконану роботу. Багато ікон у храмі намалював художник з Чунькова — Жуковський. Кожна ікона мала свою ціну.
Під час першої світової війни 1914—1918 років церква зазнала деяких руйнувань, але богослужіння не припинялися. Тому в 1920 році церковний комітет у складі Танаска Колибаби, Олекси Маліщука, Думітра Рудана, Олекси Мельничука і священика Миколи Корца склали акт, у якому йшлося про те, що потрібно 4000 австрійських крон, щоб відремонтувати храм. Документи затверджено церковною печаткою.
За панування румунської влади, православна церква відіграла важливу роль у духовному вихованні парафіян. За участю священика Ярмійчука в 1936 році у Свято-Миколаївській церкві був проведений ремонт, на який було виділено 30 000 лей.
З приходом на Буковину Червоної Армії церква не закрилася. Коли почалася війна, румунська влада знову відновила своє панівне становище на буковинській землі. Богослужіння проходили завдяки священику Бужору. Доказом того, що румунський період на території Буковини тривав дуже довго, є знайдені на горищі Свято-Миколаївського храму скарбу румунських монет 1943 року, що становить 4000 лей. Весь цей час вони зберігалися у спеціальному мішку. Імовірно, це був дискус із недільних служб, тобто гроші, які збирали після кожного богослужіння у спеціальну скриньку. Знайдений скарб зберігається у шкільному музеї історії села Погорілівка.
Після війни Буковина увійшла до складу Радянського Союзу, церква не була закрита, хоча прихожани зазнавали переслідувань, через що їхня кількість значно скоротилася. Їм заборонялося брати шлюб, охрещувати дітей, хоронити покійників за церковними обрядами. Подекуди селяни виконували православні обряди потай. За останніх 50 років у погорілівський церкві правило багато священиків, довго вони не затримувалися, оскільки відчувався постійний тиск з боку радянської влади.
У 90-х роках XX століття зі здобуттям Україною незалежності діяльність церкви розширилась. З ініціативи отця Ярослава Мургана до будівлі храму було добудовано хрестильницю і прибудову до західної частини церкви. У 1997 році на подвір'ї церкви було викопано криницю. У 2003 році отець Ярослав Мурган запропонував своїм прихожанам відремонтувати церкву. Тільки на фарбування було витрачено 35 266 гривень. Художні роботи, які проводили реставратори-оздоблювачі на чолі з Володимиром Сергієчком коштували 93 260 гривень, реставрація іконостасу обійшлася у 10 600 гривень, виготовлення нових внутрішніх вікон — у 7 562 гривні, нового престолу — у 3 200 гривень, придбання нової люстри — панікадила  у 10 800 гривень. Загалом ремонт церкви обійшовся у 173 573 гривні. Ремонтні роботи тривали до літа 2004 року. Урочисте освячення храму відбулося 26 жовтня 2004 року на свято Тверської ікони Божої Матері. Велике Богослужіння та освячення проводив Чернівецько-Буковинський Митрополит Онуфрій. На свято з Банченського монастиря було привезено чудотворну ікону Банченської Божої Матері.

### Дзвіниця православної церкви
При погорілівському храмі є дзвіниця, яка, можливо, є ще старішою, ніж сама церква. В описі інвентаря церкви за 1903 рік вказано: «Дзвіниця стара, ще є від старої дерев'яної церкви, у розпадающемся состоянии, старими сонтами покрива і має вартість 10 крон». З переказів людей встановлено, що її було кілька разів відремонтовано.
У Першу світову війну вона зазнала ушкоджень. В одній із колод є осколок, що нагадує про ті часи. На початку війни п'ять церковних дзвонів були зняті та відправлені в тил для переплавлення. Після війни у дзвіницю було поставлено тільки 4 дзвони, на яких збереглися написи про те, що всі вони були виготовленими у Чернівцях майстром Андреясом Гаєм, тільки роки виготовлення різні. Перший, найбільший, пожертвував Тодор Колибаба. На дзвоні викарбувано: об'єм — 904, 1914—1920 р., майстер Андреяс Гай; на другому, після великого — об'єм 174, 1910 р.; на третьому — 1914—1920 р.; на четвертому, найменшому — об'єм — 250, 1913, м. Чернівці.
3 жовтня 2012 року, у Погорилівці, під час проведення ремонтних робіт у церковній дзвіниці майстри натрапили на артилерійський снаряд часів І Світової війни, що не розірвався. Боєприпас знаходився у дерев'яній балці, а так як ззовні він був закритий щитом, тому не був помітним тривалий час. Про виявлену знахідку було повідомлено ТУ МНС України у Чернівецькій області. Щоб дістати снаряд піротехнікам МНС довелося обережно вирізати частину дерев'яної балки. Вибухонебезпечний предмет було вилучено та знешкоджено.
Загалом від початку 2012 року на території Чернівецької області виявлено 212 боєприпасів часі І та ІІ світових воєн. Чимало снарядів саме І Світової війни буковинці знаходять у Пруті та на власних присадибних ділянках та городах — це пов'язано з тим, що в часи І Світової війни через наш край проходила лінія фронту між військами Російської імперії та Австро-Угорщини і саме звідси розпочався так званий «Брусиловський прорив».

### Сільська каплиця
За переказами старожилів, у XIII столітті в Погорілівці жив пан, який сповідував греко-католицьку віру і зі своїми однодумцями збудував тоді капличку при в'їзді в село, яка була освячена во ім'я Найсвятішого Серця Ісусового. Капличка «пережила» багато воєн за свою історію, але приходом других Совітів по закінченню Німецько-радянської війни, капличку було зруйновано.
І лише на початку 1990-х років отець Ярослав Мурган разом з прихожанами храму вирішив відбудувати капличку, зруйновану радянською владою. Освятили новозбудовану капличку у вересні 1994 року в ім'я Іова Почаївського.
У 2000 році біля каплички зведено пам'ятний знак на честь 2000-літнього ювілею Різдва Христового.

### Релігійні книги
Церковні книги Свято-Миколаївського храму свідчать про існування і розвиток місцевого, тоді ще дерев'яного, храму і релігійної общини з середини XVII століття до наших днів. Книги Погорілівської церкви XVII—XIX століть, які належать общині, поділяються на книги, що використовуються у богослужінні, книги для церковних записів, обліку кореспонденції, церковних коштів, метричних записів.
Як показують дослідження опису інвентаря, який був проведений у 1903 році, при православній церкві Святого Миколая у Погорілівці вже тоді існувала парафіяльна бібліотека. На кінець 1901 року вона налічувала 91 книгу. Загальна вартість яких складала 281 крону. У 1902 році до бібліотеки надійшло 8 книг, які оцінювалися у 50 крон. Багато людей, які знали грамоту, особливо діти, читали церковну літературу. Із цих книг до наших днів не дійшло жодної.
У другій половині 1990-х років відновлено церковну бібліотеку, яка нині налічує близько 122-ох книг. Слідкує за їхнім збереженням та видачею прихожанам храму Чорнописька Світлана.
Книги церковних записів поділяються на акти-реєстри кореспонденції, важливих документів і метрик парафія. Із опису інвентаря 1903 року у церкві були такі книги:
- книга наказів у 7-ми томах,
- книга приходу і витрат коштів для будівництва нової церкви від року 1868;
- протоколи дискосних грошей від 1755 року до нашого часу
- книги обліку інвентаря, наприклад: «Книга нерухомого церковного майна, а також церковного інвентаря»;
- книга кореспонденції;
- «Книга наказів» (у ній записано всі накази, які приходили з консисторії до церкви і були переписані священиком; більшість наказів написані в другій половині XIX століття староукраїнською мовою).

Велику цінність становить книга «Метрики жителів села». Є три види метрик: народжених, повінчаних, померлих. У 1780-тих роках усі вони були зшиті разом і становили один великий том, в інші роки метрики поділяються на ті ж самі категорії, але ведуться вже окремими книгами. Із усіх метрик залишилася тільки одна — метрика народжених, том І від 1803 по 1866 роки. У ній записані всі діти, які народилася протягом цих років, але тільки ті, батьки яких ходили до православної церкви. У книзі записано ім'я священика, який хрестив дітей, прізвища кумів, які були присутні, вказані імена батьків і матерів дітей. Книга є безцінним джерелом дослідження родоводів жителів села.
Найважливішими церковними книгами є книги для богослужінь. У Погорілівській церкві є книги, видані і наприкінці XVII століття, зокрема:
- чотири Євангелія — два виданих у 1690 та 1901 роках у Львові, які коштували 74 крони; третє Євангеліє святкове велике, видане в 1894 році у Києві та придбане частиною побожних християнин та священиком Ігнатієм Карадже у Чернівцях за 174 крони; четверте Євангеліє велике святкове у позолоченій оксамитовій оправі, видане на початку XX століття.
- псалтир 1816 року, виданий у Почаївській Лаврі.
- Апостол, виданий у Львові 1666 та 1876 року, останній у 1903 році коштував 8 крон.
- Требник, виданий у друкарні Києво-Печерської Лаври у 1850 році та призначений для освячення церковної атрибутики.
- Літургіка, видана у Бухаресті у 1886 роціу.
- велика кількість служебників, роки друку яких встановити неможливо.
- мінея у 6 томах (січень, лютий, березень, липень, листопад, грудень), виданих 1750 року в друкарні Києво-Печерської Лаври.
- Збірник акафестів церкви, виданий 1893 року у Львові та придбаний для церкви у 1899 році Тодором Остаповичем та Дмитром Міркою за 10 крон. Акафестник Великомучениці Варвари, виданий у друкарні Чернігівського Троїцько-Іллінського монастиря. Рік видання дослідити неможливо.
- Тріодь пісна, коштував у 1903 році 12 крон та тріодь цвітна, виданих у 1767 році в друкарні Свято-Успенської Почаївської Лаври.
- Піснеслов, виданий у Львові 1757 році.

Всі перелічені церковні книги написані старослов'янською мовою. Деякі дійшли до нас у доброму стані, інші, від частого користування, знищені. Є багато таких, які важко дослідити і визначити зміст та призначення.

### Старовинні ікони
У Погорілівській церкві є велика кількість ікон, різних за віком, формою, розміром, призначенням, змістом та вартістю. Частина ікон пожертвувані храму прихожанами або колишніми мешканцями села: Тодором Остапович, Василиною Чорнопиською, Степаном Руданоми, Степаном Кустрибою, Георгієм Маліщуком, куплені на кошти церкви, передані з інших церков чи монастирів, намальовані на стінах. Про окремі ікони існують відомості, перекази, про інші — не відомо нічого.
Багато ікон намальованих художниками Бучевським, Жуковським, Горчинським з Коломиї, Максимовичем та Шілером наприкінці ХІХ — на початку ХХ століття. Про це говориться в описі інвентаря за 1903 рік. Більшість робіт цих художників не дійшли до нашого часу.
Найдорожчими образами, які були в нашій церкві під час опису в 1903 році, були ікона Покрови Пресвятої Богородиці, мальована художником Жуковським в Чунькові та пожертвувана Оленою Гнатюк вартістю у 100 крон, дві ікони Спасителя на позолоченому полі в різьбленій рамі, передані із старого дерев'яного храму, вартістю в 140 крон, дві ікони, Сходження Святого Духа і Марія Магдалена, мальовані Горчинським у Коломиї і коштували 200 крон. Особливою цінністю вважався образ Святої Великомучениці Варвари, переданий із старої церкви, позолочений, відреставрований художникам Шілером за 100 крон.
Протягом 20 століття у церкві Святого Миколая села Погорілівка з'явилися нові ікони. Нині, після ремонту у 2004 році, найцінніші із них знаходяться у вівтарі, на хорах та на стінах при вході до храму. Кілька ікон, ікона Божої Матері, мальована у 1913 році, подарована Остаповичем, ікона Святого Духа у позолоченому дерев'яному футлярі, Воскресіння Господнього, Сходження на небо Святого Іллі та інші передані до музею села Погорілівка, відкритого у 2004 році. А також знаходяться в Чернівецькому художньому музеї. Серед них ікона в посушливий рік була вкинена у криницю, після того з тієї криниці пили воду всі жителі села, а незабаром пішов дощ, якого так довго чекали. Ікону витягнули з води, але не втратила своїх кольорів і нині є однією з найцінніших реліквій музею.
Центральним священним місцем у храмі є вівтар. Іконостас вівтаря виготовив у XIX столітті майстер Клан з Чернівців, а розмалював його художник Бучевський. Це коштувало в той час 2 000 крон. Під час ремонту 2004 року художник Володимир Сергієчко відреставрував вівтарний іконостас.

### Греко-католицька церква
Про заснування греко-католицької церкви у селі є такий переказ: «До другої половини 18 століття у Погорілівці існувала тільки одна церква — православна. Але на той час австрійський пан, який жив у селі, збанкрутував і продав землю поміщику з Галичини, який був греко-католиком. Прийшовши у село, пан із своїми наглядачами почав вводити свою віру, але люди чинили супротив. Тоді він наказав тим хто в нього працював: „Якщо ви не перейдете до моєї віри, то я вас звільню з роботи“. Люди боялися втратити заробіток і почали ходити до греко-католицької церкви. В основному це були люди з Борщівки, одного з кутів села, жителі якого працювали у пана».
1814 року Буковина дістає іменованого декана Чернівецького Тедора Лаврецького. В той час до Чернівецького деканату належали Садгора, Заставна, Глибока, Кучурмаре, Серет та Погорілівка. Це свідчить про те, що греко-католицька віра у селі була запроваджена в другій половині XVIII століття.
Будівництво греко-католицької церкви розпочалося 1818 року, завдяки священику, який тоді правив у Погорілівці. Місце для храму було вибрано в центрі села. Це була одна з найперших греко-католицьких церков на Заставнівщині і носила ім'я Святого Миколая.
Греко-католицька церква на чолі із священиками піклувалися про своїх прихожан. Церква виділила кошти і викупила землю для будівництва школи. Цю благородну справу здійснив настоятель погорілівського греко-католицького храму Микола Кейван. Завдяки йому в церкві було проведено ремонт, біля храму було збудовано будинок, який служив канцелярією і житлом для священика.
Після Першої світової війни священиком стає Еміль Рогожинський, який прослужив у селі майже весь румунський період. Коли почалася Німецько-радянської війни, Рогожинський повернувся у село і став правити у церкві.
З приходом радянської влади церква була закрита. Наприкінці 1940-х років згорів будинок, де проживав священик і знаходилась канцелярія, а з ним і архів села (в той час там була сільська рада), а в церкві — склад, згодом клуб, який використовувався тільки для проведення зборів громади села.
1956 року було прийнято рішення остаточно зруйнувати греко-католицьку церкву. Досі не відома історія трьох великих дзвонів, які були біля храму. Було також зруйновано надгробні пам'ятники поміщиків і священиків, похованих біля церкви, а на їх місці розміщено асфальтований танцмайданчик, який знаходиться біля сільського будинку культури, зведеного на місці зруйнованої святині.

## Культура
Після Другої світової війни створюється перший духовий оркестр, який грає на сільських весіллях та народних гуляннях.
В старій польській хаті був обладнаний перший будинок культури, директором якого в 1947 році було призначено Дмитра Сильвестровича. До кінця 50-х років там лише демонстрували кінофільми. В 1959 році колгосп «Шлях до соціалізму» починає будувати перший будинок культури на 450 місць, який було відкрито на жовтневі свята в 1961 році. Директором нового будинку культури став Скігар Дмитро Костянтинович, а художній керівником — Лисюк Дмитро Олексійович. Працювали гуртки чоловічого, хорового співу, агітбригади, духовий оркестр, жіноча вокальна група, драматичний гурток. Учасники художньої самодіяльності села виступали на сценах будинків культури навколишніх сіл, на районних і обласних оглядах, обласному телебаченні.
В 1972 році художнім керівником будинку культури стає талановитий музикант Рудан Дмитро Дмитрович, який продовжує культурні традиції села, створює зведений хор, який існує вже 33 роки. Нині вирішується питання про присвоєння йому звання народного.
Сільська школа організувала ансамбль пісні і танцю «Веселка» і танцювальний ансамбль «Барвінок», які є переможцями і лауреатами різних районних та обласних конкурсів.

## Медицина
До середини 1940-х років ХХ ст. погорілівчан лікували цілителі Марія Козочкова і Василь Маліщук.
Після війни 1941—1945 років був створений перший сільський медпункт, фельдшером якого була Ястремська Юзефа Миколаївна, а допомагала їй санітарка Зелінська Оксана Андріївна.
Наприкінці 1950-х років медпункт переходить в приміщення, де була священикова хата. У 1958 році вводиться посада «завмедпункт», займала її Камерін Олена Петрівна. При медпункті, у 1958—1972 роках, працював пологовий будинок.
В медпункті постійно працювали троє людей: фельдшер, акушер та санітарка, а в 1966 році з'являється й посада зубного лікаря, яку займає Банчик Павло Борисович.
В 1959 році в наше село приходить нова фельдшер — Медяник (Герман) Ольга Василівна.
На початку 1970-х років починається ера місцевих лікарів: Маліщук Марія (1970), Сташишин Домка (1976), Думанська Анна (1981), Лисюк Володимир (2002), Карп'як Жанна (2002).

## Відомі жителі села
- Скегар Григорій — український громадський діяч і публіцист у Канаді і США.
- Дупешко Самоїл Григорович

### Степан Миколайович Шудровський
Степан Шудровський народився в 1931 році. Його родина жила поблизу Свято-Миколаївської церкви. Навчався у місцевій сільській школі.
Батьки Шудровського, за національністю — поляки, були дуже поважними людьми в Погорілівці: батько займав посаду представника райфінвідділу, займався збором податків; мати (до шлюбу Бойніцька), батько якої теж користувався неабиякою повагою серед односельців. За архівними даними він у 1910 році був директором школи, яка була зведена при його безпосередній участі.
Після німецько-радянської війни поляків депортували до Польщі. Ця участь спіткала і Степана з матір'ю (батько на той час помер; похований на місцевому старому кладовищі). Зібравши свої речі, вони в 1946 році виїхали на постійне місце проживання.
У 1973 році Степан Шудровський займав посаду ректора університету. Це засвідчує фото «С. Шудровський за робочим столом у кабінеті в ректораті» — так підписав фотографію Шудровський на пам'ять для давнього погорілівського товариша. З кінця 60-х до початку 70-х років С. Шудровський займав посаду міністра енергетики у Варшаві.

### Священики православної церкви
| Священик            | Роки                |
| ------------------- | ------------------- |
| Ілія Бузановський   | 1803 — 1817         |
| Міхан Німирович     | 1817                |
| Матфей Драчинський  | 1817 — 1848         |
| Григорій Іллащук    | 1848                |
| Альзандер Левицький | 1848                |
| С. Дамурбір         | 1848 — 1851         |
| Микола Драчинський  | 1851 — невідомо     |
| Ігнатій Карадже     | 1881 — 1901         |
| Мардарій Арійчук    | 1901 — невідомо     |
| Микола Корца        | 1918 — 1921 р.р.    |
| Ісідор Поклітар     | 1921 — 1925 р.р.    |
| Єрмійчук            | 1925 — 1939 р.р.    |
| Бужор               | 1942 — 1944 р.р.    |
| Миколай/ Марко/     | 1945 р.             |
| Терентій            | 1946 р.             |
| Миколай             | 1946 р.             |
| Михайло Георгіна    | 1950 — 1952 р.р.    |
| Паньків Дмитро      | 1952 — 1958 р.р.    |
| Двояк Іван          | 1958 — 1960 р.р.    |
| Миколай             | 1961 — 1963 р.р.    |
| Михайло Яніцький    | 1970 — 1975 р.р.    |
| Володимир           | 1975 р.             |
| Паньків Дмитро      | 1977 — 1983 р.р.    |
| Іван Строський      | 1983 р.             |
| Петро Калинович     | 1983 — 1988 р.р.    |
| Сахарій             | 1988 р.             |
| Петро Руснак        | 1988 р.             |
| Мельничук Михайло   | 1989 — 1991 р.р.    |
| Мурган Ярослав      | 1991 — до сьогодні. |

### Голови сільської ради
| Голова                        | Роки                                |
| ----------------------------- | ----------------------------------- |
| Терновецький Іван Олексійович | Грудень 1947 —                      |
| Чорнописький Степан Дмитрович | 1948-1952 рр.                       |
| Крищук Степан Федорович       | січень 1953 р. — березень 1961 р.   |
| Водянко Степан Дмитрович      | березень 1961 р. — серпень 1963 р.  |
| Давидюк Федір Миколайович     | вересень 1963 р. — березень 1969 р. |
| Ковалюк Дмитро Дмитрович      | березень 1969 р. — травень 1973 р.  |
| Скрилюк Микола Степанович     | травень 1973 р. — листопад 1974 р.  |
| Колибаба Іван Миколайович     | грудень 1974 р. — грудень 1980 р.   |
| Краснюк Дмитро Іванович       | січень 1981 р. — грудень 1981 р.    |
| Мількевич Ліда Іванівна       | січень 1982 р. — серпень 1985 р.    |
| Кушнерюк Марія Іванівна       | вересень 1985 р. — березень 1990 р. |
| Дутчак Дмитро Степанович      | квітень 1990 р. — лютий 1992 р.     |
| Скігар Іван Олексійович       | березень 1992 р. — березень 1993 р. |
| Колибаба Іван Миколайович     | березень 1993 р. — серпень 1994 р.  |
| Новак Іван Іванович           | вересень 1994 р. — березень 2002 р. |
| Дудлей Дмитро Партемійович    | квітень 2002 р. — березень 2006 р.  |
| Дудлей Дмитро Партемійович    | квітень 2006 р. — по наш час[коли?] |